# Caterina Sforza
Caterina Sforza (Milano, 1463 circa – Firenze, 28 maggio 1509) fu signora di Imola e contessa di Forlì, prima con il marito Girolamo Riario, poi come reggente per il figlio primogenito Ottaviano Riario.
Nella vita privata ebbe numerosi mariti ed amanti, si dedicò a svariate attività, fra le quali primeggiarono gli esperimenti di alchimia e la passione per la caccia e la danza. Negli affetti familiari fu un'attenta e amorevole educatrice per i suoi numerosi figli, dei quali solo l'ultimo, il famoso capitano di ventura Giovanni delle Bande Nere (nato Ludovico de' Medici), ereditò dalla madre la forte personalità. Fu sconfitta, nonostante abbia opposto resistenza, dal celebre condottiero Cesare Borgia. Imprigionata a Roma, dopo aver riacquistato la libertà, condusse una vita ritirata a Firenze.

## Biografia

### L'infanzia alla corte di Milano
Figlia illegittima (poi legittimata) del duca Galeazzo Maria Sforza e dell'amante Lucrezia Landriani, si ritiene che Caterina abbia vissuto i primi anni della sua vita nella famiglia della madre naturale. Il rapporto tra madre e figlia non fu mai interrotto: Lucrezia infatti seguì la crescita di Caterina e le fu sempre accanto nei momenti cruciali della sua vita, anche negli ultimi anni che lei trascorse nella città di Firenze.
Solo dopo essere diventato Duca di Milano nel 1466 alla morte del padre Francesco, Galeazzo Maria Sforza fece trasferire a corte i suoi quattro figli Carlo, Chiara, Caterina e Alessandro, tutti avuti da Lucrezia, i quali vennero affidati alla nonna Bianca Maria e, in seguito, tutti adottati da Bona di Savoia, sposata dal Duca nel 1468.

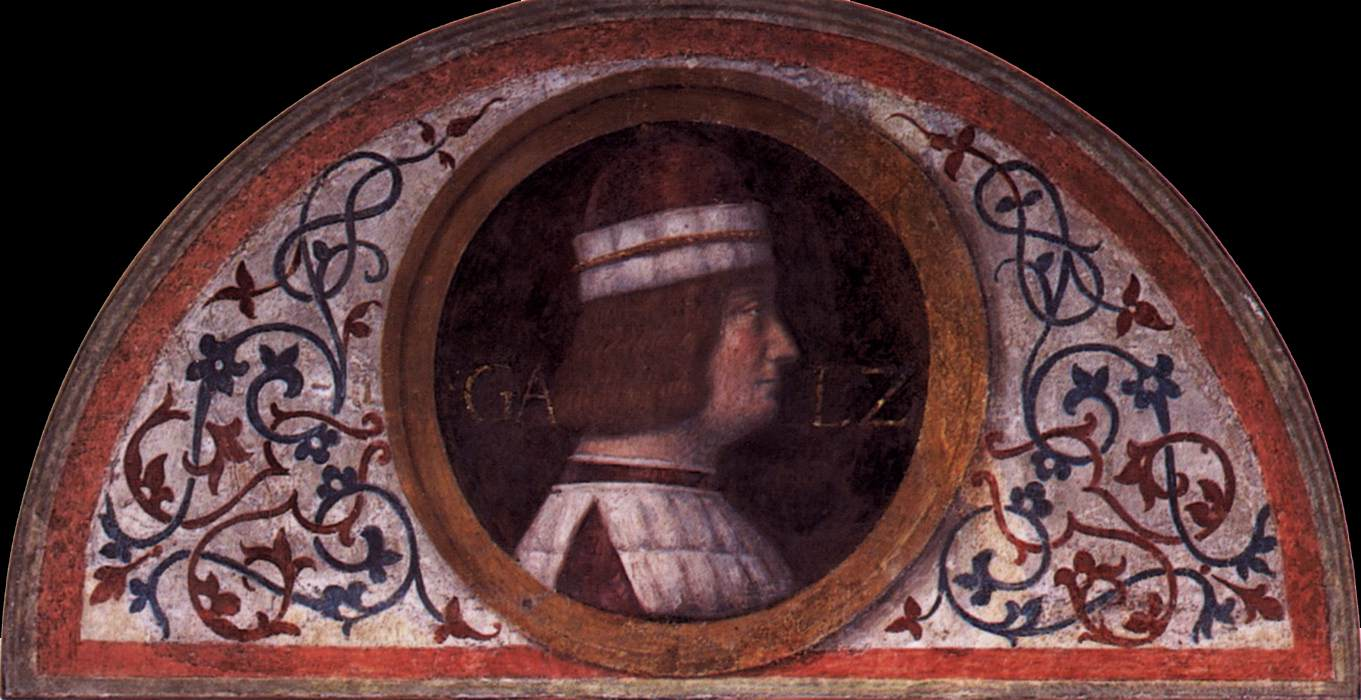
Galeazzo Maria Sforza, raffigurato da Bernardino Luini

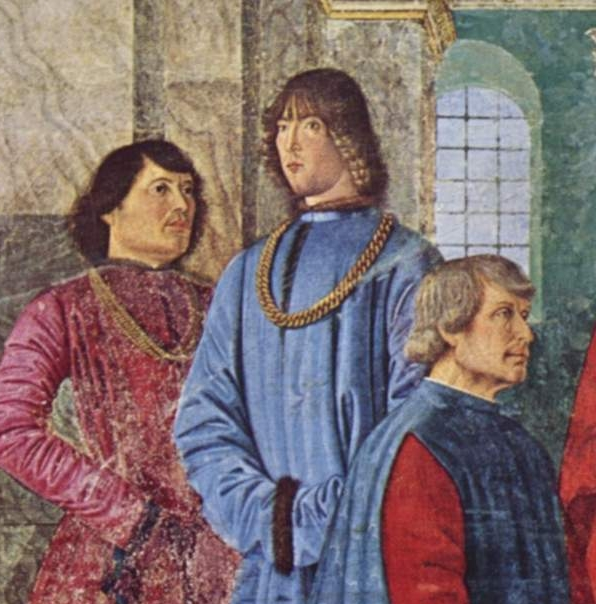
Melozzo da Forlì, Sisto IV nomina il Platina prefetto della biblioteca Vaticana (1477), affresco staccato, Pinacoteca Vaticana (Girolamo è al centro)

Alla corte sforzesca, frequentata da letterati e artisti, dove vi era un clima di grande apertura culturale, Caterina e Chiara ricevettero, secondo le usanze dell'epoca, lo stesso tipo di istruzione dei loro fratelli maschi: di stampo umanistico, costituita dallo studio della lingua latina e dalla lettura delle opere classiche, presenti in gran quantità nella fornitissima biblioteca ducale.
Caterina in particolare apprese dalla nonna paterna i capisaldi delle doti che dimostrerà in seguito di possedere, soprattutto la sua predisposizione per il governo e per l'uso delle armi, con la consapevolezza di appartenere a una stirpe di gloriosi guerrieri. Della madre adottiva ricorderà, per lungo tempo, il grande affetto che Bona di Savoia dimostrò ai figli che il marito ebbe prima di sposarla, confermato dal carteggio intercorso tra lei e Caterina dopo che quest'ultima ebbe lasciato la corte milanese.
La famiglia ducale risiedeva sia a Milano sia a Pavia e spesso soggiornava a Galliate o a Cusago dove Galeazzo Maria si dedicava alle battute di caccia e dove molto probabilmente la figlia imparò lei stessa a cacciare, passione che la accompagnerà poi per tutta la vita.

#### Il primo matrimonio
Nel 1473 fu organizzato il matrimonio di Caterina con Girolamo Riario, figlio di Paolo Riario e di Bianca della Rovere, sorella di papa Sisto IV. Sostituì la cugina Costanza Fogliani, all'epoca undicenne, la quale, secondo alcune fonti storiche, venne rifiutata dallo sposo perché la madre della fanciulla, Gabriella Gonzaga, pretendeva che la consumazione del matrimonio avvenisse solo al compimento dell'età legale della figlia, che allora era di quattordici anni, mentre per Caterina, nonostante al momento avesse solo dieci anni, si acconsentì alle pretese dello sposo; altre fonti invece, riportano che il matrimonio di Caterina e Girolamo venne celebrato nel 1473, ma consumato solo dopo il compimento del tredicesimo anno della sposa, senza aggiungere le cause che fecero fallire le trattative per il matrimonio di Costanza.
A Girolamo, Sisto IV aveva procurato la signoria di Imola, già città sforzesca, nella quale Caterina entrò solennemente nel 1477. Dopo di che raggiunse il marito a Roma, fermandosi precedentemente per sette giorni nel paesino di Deruta, tra Todi e Perugia. A Roma Girolamo Riario, originario di Savona, viveva già da diversi anni al servizio del Papa, suo zio.

### Il primo soggiorno a Roma
Roma alla fine del XV secolo era una città in fase di transizione tra il periodo medioevale e quello rinascimentale, del quale sarebbe poi diventata il più importante polo artistico, e Caterina, quando vi giunse nel maggio del 1477, trovò un ambiente culturalmente molto vivace.
Mentre Girolamo si occupava della politica, Caterina si inserì rapidamente, con il suo atteggiamento disinvolto e amabile, nella vita dell'aristocrazia romana fatta di balli, pranzi e battute di caccia, alle quali partecipavano artisti, filosofi, poeti e musicisti provenienti da tutta Europa. Ella, come è dimostrato dalla corrispondenza di quel periodo, si sentì subito molto importante nel suo nuovo ruolo: era infatti ammirata come donna fra le più belle ed eleganti e lodata affettuosamente dall'intera cerchia sociale, compreso il Papa, e ben presto si trasformò da semplice fanciulla adolescente in una ricercata intermediaria fra la corte di Roma e non solo quella di Milano, ma anche le altre corti italiane.
A Girolamo intanto, dopo la morte prematura del fratello, il cardinale Pietro Riario, Sisto IV riservò una posizione di primo piano nella sua politica di espansione ai danni soprattutto della città di Firenze. Egli aumentava di giorno in giorno il suo potere e anche la sua crudeltà nei confronti dei nemici. Nel 1480 il Papa, per ottenere un forte dominio in terra di Romagna, assegnò al nipote la signoria, rimasta vacante, di Forlì, a scapito della famiglia Ordelaffi. Qui il nuovo Signore cercò di guadagnarsi il favore popolare con una politica di costruzione di opere pubbliche e abolendo parecchie tasse.

### A Forlì e ad Imola

#### L'ingresso trionfale dei Riario-Sforza
L'arrivo dei nuovi signori a Forlì fu preceduto dall'arrivo dei loro beni che sfilarono per otto giorni a dorso di muli ricoperti da panni d'argento e d'oro e dallo stemma inquartato con la rosa dei Riario e la vipera (o drago) dei Visconti seguiti da carri colmi di forzieri. I commissari della città andarono incontro a Girolamo e Caterina intercettandoli a Loreto e il 15 luglio 1481 il corteo giunse ad un miglio dalla città. Qui furono accolti sotto un baldacchino da fanciulli vestiti di bianco sventolanti rami di ulivo e da giovani esponenti della nobiltà abbigliati con vesti d'oro. Giunti presso Porta Cotogni incontrarono il vescovo Alessandro Numai e gli furono offerte le chiavi della città. Entrati in città venne loro incontro un carro allegorico pieno di fanciulli rappresentanti le Grazie e presso la piazza del comune trovarono che era stata allestita una finta giraffa a grandezza naturale. Il corteo passò sotto un arco trionfale con le allegorie della Fortezza della Giustizia e della Temperanza poi proseguì sino alla Cattedrale di Santa Croce dove Girolamo fu preso a braccia e trasportato in chiesa dove si recitò il Te Deum. Usciti di chiesa si portarono di nuovo alla piazza del comune dove Caterina fu trasportata a braccia sin nei saloni da un gruppo di popolani. Girolamo Riario confermò le esenzioni già promesse e vi aggiunse quella dalla tassa del grano. Seguì un rinfresco a base di torte e confetti ed un ballo. Il giorno seguente fu indetta una giostra a cui parteciparono i nobili romani al seguito del Riario e una rievocazione della cattura di Otranto da parte dei turchi avvenuta nell'agosto dell'anno precedente, a cui parteciparono 240 uomini. Il 12 agosto i Riario-Sforza entrarono ad Imola dopo essere stati ricevuti dalle autorità cittadine sulle sponde del Santerno.

#### Il viaggio diplomatico a Venezia
Il 2 settembre 1481 i Riario-Sforza partirono alla volta di Venezia. Il motivo ufficiale era il tentativo di coinvolgere la Serenissima nelle operazioni militari promosse da Sisto IV contro i turchi che avevano catturato Otranto. La reale motivazione della missione diplomatica era invece quella di convincerla ad allearsi con il pontefice per cacciare gli Estensi da Ferrara, che sarebbe stata inclusa nei domini del Riario, ottenendo in cambio Reggio e Modena. Ercole d'Este infatti, pur essendo formalmente vassallo della Chiesa, era stato uno dei condottieri al servizio dei Medici contro le truppe papaline e per questo aveva subito la scomunica. Al contempo il duca ferrarese era inviso ai veneziani per il matrimonio con Eleonora d'Aragona, che ne aveva rafforzato i rapporti con il Regno di Napoli, loro nemico.
Il corteo si imbarcò a Ravenna e dopo aver oltrepassato Chioggia raggiunse Malamocco dove fu accolto dal doge Giovanni Mocenigo sul bucintoro insieme a ben 115 nobildonne veneziane vestite sfarzosamente ed ornate di gioielli. Come spesso erano soliti fare, i veneziani non badarono a spese e trattarono con ogni riguardo i loro ospiti senza però accettare la loro proposta. L'anno successivo la Serenissima cercò di sottrarre Ferrara agli Estensi fallendo nel tentativo ma riuscendo comunque ad assicurarsi Rovigo e le saline del Polesine.

#### La fallita congiura degli artigiani
Nell'ottobre del 1480 era stata ordita una congiura da due preti e da due parenti del castellano di Forlì (supportati da 60 uomini armati) a danno di questi al fine di ottenere il controllo della rocca di Ravaldino e consegnarla agli Ordelaffi. Girolamo e Caterina, benché formalmente signori della città, non ne avevano ancora preso possesso e in quei mesi si trovavano a Roma. Il piano fallì in quanto un terzo prete riferì ogni cosa al governatore della città che ne informò il Riario. I due parenti del castellano furono impiccati l'uno alla Porta Schiavonia e l'altro alla rocca mentre i due preti furono esiliati nelle Marche ed in seguito liberati.
Un mese dopo gli Ordelaffi ordirono una seconda congiura. Il 13 dicembre tre carri pieni di armi ricoperte di paglia si sarebbero dovuti presentare davanti alla Porta Schiavonia, avrebbero dovuto prenderne possesso e si sarebbero dovuti introdurre in città sollevando il popolo in favore degli spodestati signori di Forlì. Ancora una volta la congiura fu scoperta e il 22 dicembre cinque uomini furono impiccati alle finestre del Palazzo Comunale e altri tre furono banditi dalla città per poi essere graziati dal Riario.

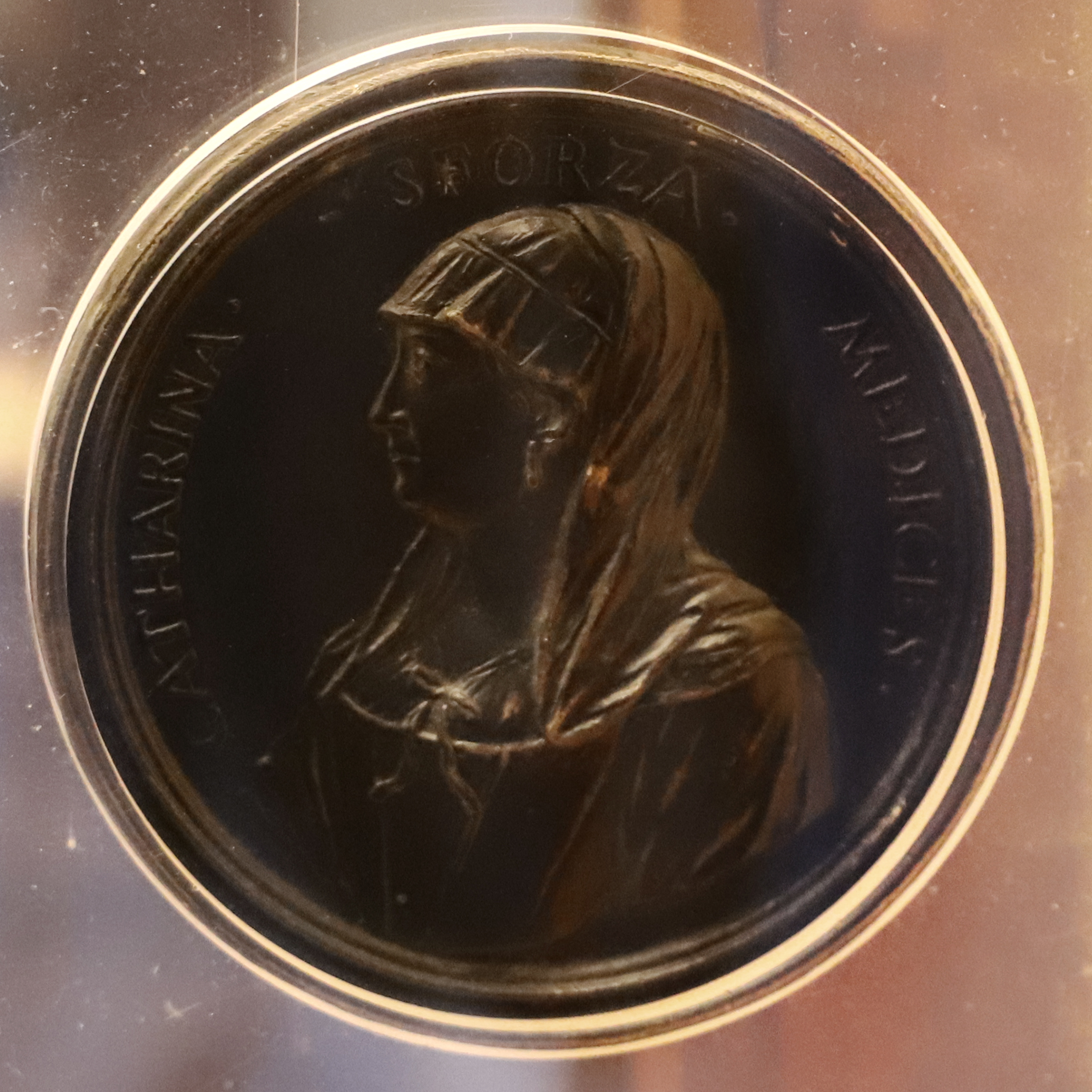
Medaglia di Caterina Sforza. Antonio Selvi, serie medicea, 1739.

In seguito alla venuta dei nuovi signori in città e malgrado le elargizioni e le opere pubbliche promosse dal Riario, gli artigiani forlivesi ordirono una terza congiura riunendosi nella Pieve di San Pietro in Trento per uccidere Girolamo e Caterina e restaurare gli Ordelaffi. La congiura aveva il sostegno, oltre che degli Ordelaffi, anche di Galeotto Manfredi di Faenza, di Giovanni II Bentivoglio di Bologna e soprattutto di Lorenzo il Magnifico che intendeva vendicarsi della Congiura dei Pazzi. L'attentato si sarebbe dovuto compiere al loro ritorno da Imola, in cui si erano recati al ritorno dal viaggio a Venezia. La notizia tuttavia trapelò facendo fallire il piano e da allora Girolamo Riario decise di rinforzare la sua scorta armata. Il giorno successivo si presentò a messa presso l'abbazia di San Mercuriale insieme a Caterina circondato da ben 300 guardie armate. Diffidando del popolo, nei mesi successivi i nuovi signori di Forlì si mostrarono sempre più di rado fuori dal Palazzo. Il 14 ottobre 1481, dopo aver trasferito vesti e preziosi nella più stabile Imola, partirono per il loro secondo viaggio a Roma. Il 15 novembre cinque persone furono impiccate sul Palazzo Comunale, altri vennero esiliati o costretti a pagare multe il cui ricavato fu assegnato alla Cattedrale di Santa Croce.

### Il secondo soggiorno a Roma

#### La battaglia di Campomorto e l'assalto a Forlì
Nel maggio del 1482 l'esercito veneziano guidato da Roberto Sanseverino attaccò il Ducato di Ferrara. Il Regno di Napoli inviò truppe in aiuto degli Estensi al comando di Alfonso d'Aragona, duca di Calabria ma Sisto IV gli impedì il passaggio nello Stato Pontificio. L'aragonese si accampò a Grottaferrata mentre l'esercito pontificio, guidato da Girolamo Riario si mosse verso il nemico sostando al Laterano. L'inesperienza bellica del Riario unita alla sua dissolutezza e ai ritardi nelle paghe non fecero che aumentare la mancanza di disciplina del suo esercito, che si mise a saccheggiare l'agro romano compiendo ogni tipo di violenze. Sisto IV per porre rimedio alla situazione chiese aiuto ai veneziani, che gli inviarono Roberto Malatesta, figlio di Sigismondo, signore di Rimini. Il Malatesta provocò l'esercito napoletano fino a costringerlo ad accettare battaglia il 21 agosto presso Campomorto (poi Campoverde), dove, dopo sei ore di scontri, riuscì a circondarlo uccidendo oltre 2.000 uomini e catturando 360 nobili napoletani. Durante il fatto d'arme Girolamo rimase a guardia dell'accampamento. Durante la campagna militare Caterina rimase a Roma, dove il popolo la vide pregare, frequentare santuari, subire penitenze corporali volontarie e devolvere denaro ai poveri.
Forlì nel frattempo era rimasta nelle mani del vescovo di Imola, di carattere notoriamente debole ed impulsivo. Ancora una volta i Medici, gli Ordelaffi, i Manfredi e i Bentivoglio ne approfittarono e radunato un piccolo esercito assaltarono la città cercando di coglierla di sorpresa. I forlivesi si difesero coraggiosamente e lo respinsero. Tommaso Feo, castellano di Ravaldino, inviò messi per informare il Riario che inviò in aiuto Gian Francesco da Tolentino che cacciò quanto rimaneva delle truppe nemiche che infestavano le campagne attorno a Forlì ed Imola.

#### Guerra civile a Roma
Roberto Malatesta morì di malaria o avvelenato il 10 settembre, dopo essere entrato trionfalmente a Roma e salutato come liberatore. Girolamo Riario con la morte del Malatesta sperò di poter mettere le mani sulla signoria di Rimini ma i fiorentini costrinsero il papa a riconoscere quale erede il figlio naturale Pandolfo IV Malatesta, di appena sette anni.
Nei mesi successivi il Riario si impose sempre di più come il nuovo tiranno di Roma, in alleanza con gli Orsini e in contrapposizione con i Colonna e i Savelli, facendo scoppiare una guerra civile. Non restituì certi debiti che aveva contratto, permise alla sua soldataglia di saccheggiare chiese e palazzi delle famiglie avversarie, arrivò perfino a catturare e torturare Lorenzo Colonna che fece poi decapitare a Castel Sant'Angelo malgrado la sua famiglia avesse promesso di cedergli Marino, Rocca di Papa ed Ardea.

#### La presa di Castel Sant'Angelo

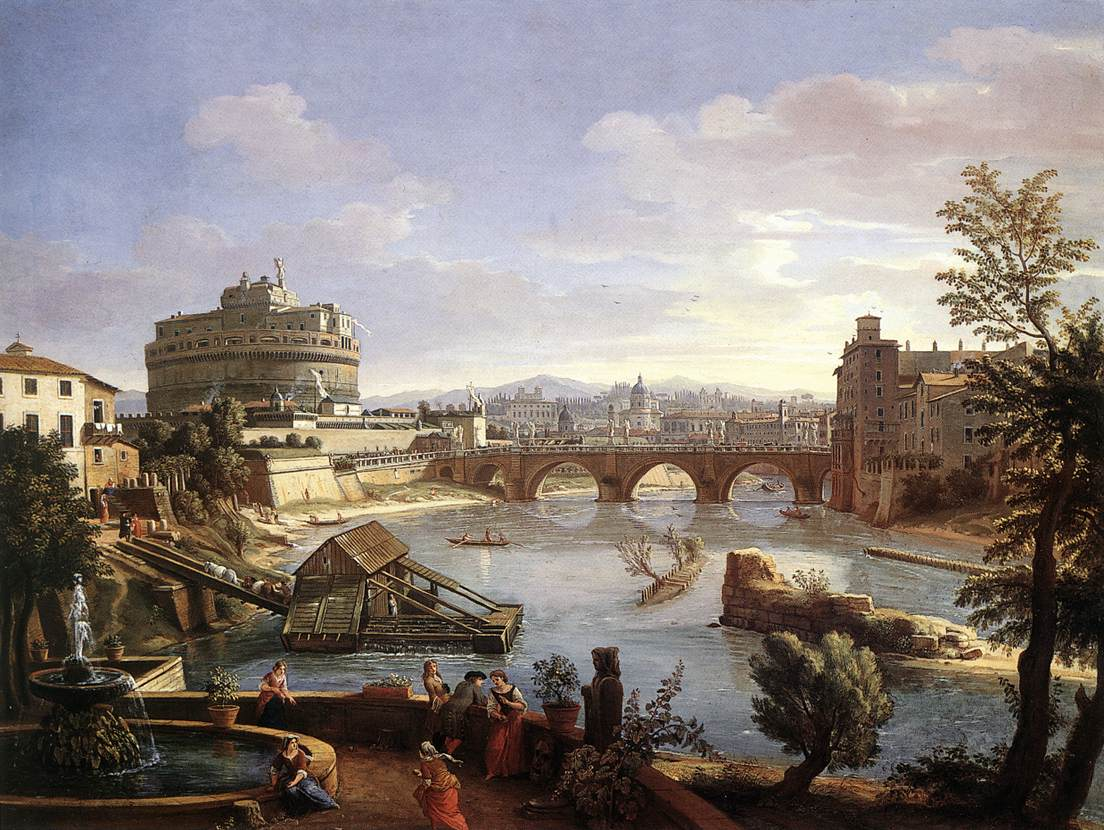
Castel Sant'Angelo dipinto da Gaspare Vanvitelli nel 1690

Il 6 gennaio 1483 Sisto IV sanciva una lega santa insieme agli Estensi, agli Sforza, ai Gonzaga e ai Medici contro la Serenissima che aveva attaccato il Ducato di Ferrara e ne scomunicava il Consiglio dei Pregadi. Vi partecipò persino quel Regno di Napoli contro cui era in guerra sino all'anno precedente. Girolamo Riario fu designato quale uno dei capitani generali e insieme alla moglie partì alla volta di Forlì dove giunse il 16 giugno. Le operazioni continuarono fino ad ottobre quando i Riario-Sforza, essendo stati informati dell'ennesima congiura degli Ordelaffi per ammazzarli e per le insistenze del papa, decisero di tornare a Roma lasciando Forlì nelle mani del governatore Giacomo Bonarelli. Il 2 novembre i responsabili della congiura vennero impiccati al Palazzo Comunale. Il 7 agosto 1484 fu sancita la pace di Bagnolo con la quale i veneziani mantenevano il controllo sul Polesine e su Rovigo cedendo agli Estensi Adria e poche altre cittadine che avevano occupato. Il tardivo tentativo di Sisto IV di contenere i veneziani era fallito. Nella notte tra il 12 e il 13 agosto il papa morì per le complicanze della gotta che lo affliggeva ormai da tempo. Alla notizia della morte del Papa si buttarono al saccheggio tutti coloro che avevano patito delle ingiustizie dai suoi collaboratori durante il suo pontificato, portando per le strade di Roma disordine e terrore. La residenza dei Riario, palazzo Orsini di Campo de' Fiori, fu assalita e quasi distrutta.
I Riario-Sforza appresero della morte del papa mentre si trovavano nell'accampamento di Paliano. Il Sacro Collegio ordinò loro di ritirarsi con l'esercito a Ponte Milvio e Girolamo obbedì giungendovi il 14 agosto. Caterina però non era dello stesso avviso e insieme a Paolo Orsini la sera stessa cavalcò sino a Castel Sant'Angelo, occupandolo a nome del marito dopo aver convinto il presidio a farla entrare. Dispose di rivolgere i cannoni contro il Vaticano, di fortificarne gli ingressi e cacciò il vice castellano Innocenzo Codronchi insieme a tutti gli altri imolesi. Il controllo della fortezza le garantiva di fatto quello della città e quindi la possibilità di fare pressioni sul Sacro Collegio affinché eleggesse un papa ben disposto verso i Riario. Invano si cercò di persuaderla a lasciare la fortezza.
Intanto in città i disordini aumentavano e, oltre alla popolazione, si diedero al saccheggio anche le milizie giunte al seguito dei cardinali. Alcuni di questi non vollero assistere alle esequie di Sisto IV e si rifiutarono anche di entrare in conclave, per timore di trovarsi sotto il fuoco delle artiglierie di Caterina. La situazione era difficile, poiché soltanto l'elezione del nuovo papa avrebbe posto fine alla violenza che imperversava in città.
Girolamo nel frattempo si era posto con il suo esercito in una posizione strategica, ma non mise in atto un'azione di forza risolutiva. Il Sacro Collegio su esortazione di Giuliano della Rovere (futuro papa Giulio II) gli chiese di lasciare Roma entro la mattina del 24 agosto, offrendogli in cambio la somma di ottomila ducati, il risarcimento dei danni subiti alle sue proprietà, la conferma della signoria su Imola e Forlì e la carica di capitano generale della Chiesa. Girolamo accettò ma Caterina non aveva alcuna intenzione di cedere così facilmente. Quando venne informata delle decisioni prese dal marito fece entrare segretamente nel Castello altri 150 fanti e si preparò alla resistenza, adducendo quale motivazione del mancato abbandono della fortezza l'indisposizione causata dalla gravidanza. Poi, in scherno al Sacro Collegio e per sollevare l'umore dei soldati, indisse feste e banchetti. I cardinali, umiliati ed infuriati dall'atteggiamento della donna, si recarono nuovamente da Girolamo minacciandolo di non mantenere fede ai patti qualora la moglie non avesse lasciato immediatamente la fortezza. La sera del 25 agosto otto cardinali, tra cui lo zio Ascanio Sforza, si presentarono davanti a Castel Sant'Angelo. Caterina permise loro di entrare e in seguito alle contrattazione si risolse ad abbandonare il castello dopo dodici giorni di resistenza insieme alla famiglia, scortata dai fanti. Il Sacro Collegio poté così riunirsi in conclave.

### Forlì

#### Politica fiscale di Girolamo Riario

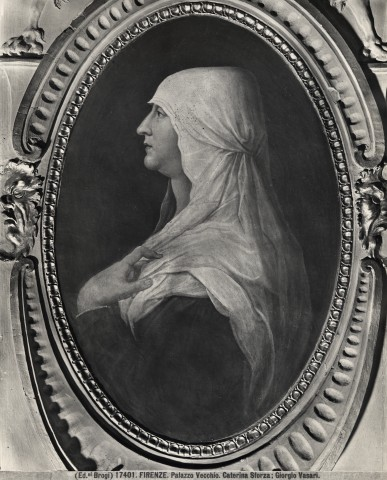
Caterina Sforza (Giorgio Vasari, Palazzo Vecchio)

Sulla strada per Forlì i Riario vennero a conoscenza dell'elezione di un papa a loro avverso: Innocenzo VIII, al secolo Giovanni Battista Cybo, il quale confermò a Girolamo la signoria su Imola e Forlì e la nomina di capitano generale dell'esercito pontificio. Quest'ultima nomina però fu solo un incarico formale, il papa infatti dispensò Girolamo dalla sua presenza a Roma, privandolo di ogni effettiva funzione e anche della retribuzione. Nonostante il venir meno dei redditi che il servizio al papa garantiva, Girolamo non ripristinò il pagamento delle tasse da cui gli abitanti di Forlì erano esentati al fine di migliorare la sua immagine agli occhi del popolo. Il Riario completò la rocca di Ravaldino, una delle più grandi fortezze d'Italia, facendo costruire un nuovo e largo fossato attorno al castello e caserme in grado di ospitare fino a duemila uomini e centinaia di cavalli.
Il 30 ottobre 1484 nacque Giovanni Livio e il 18 dicembre 1485 nacque Galeazzo Maria, a cui fu dato il nome del nonno materno. Entrambi furono battezzati nell'abbazia di San Mercuriale.
Alla fine del 1485 la spesa pubblica divenne insostenibile e Girolamo, fortemente spinto da un membro del Consiglio degli Anziani, Nicolò Pansecco, riorganizzò la politica tributaria ripristinando i dazi precedentemente soppressi. Questa misura fu avvertita dalla popolazione come esosa e, ben presto, Girolamo si fece nemici tutti i ceti delle sue città, dai contadini agli artigiani, dai notabili ai patrizi. All'inasprimento delle tasse, che colpivano soprattutto il ceto artigiano e i proprietari terrieri, bisognava aggiungere anche il malcontento che si propagò fra le famiglie che avevano subito il potere dei Riario, i quali reprimevano con la forza tutte le piccole insurrezioni che avvenivano in città, e vi era anche chi sperava che la Signoria venisse assunta presto da altre potenze, come ad esempio Firenze. In questo clima di insoddisfazione generale maturò tra i nobili forlivesi l'idea di rovesciare la signoria dei Riario con l'appoggio del nuovo papa e di Lorenzo de' Medici. Alla fine del 1485 il Magnifico spinse Taddeo Manfredi a tentare un colpo di mano su Imola che però fallì. Le tredici spie imolesi furono tutte giustiziate.

#### La congiura dei Roffi
Nel settembre del 1486 Girolamo Riario era ancora convalescente dopo quattro mesi di malattia. Caterina, che si trovava ad Imola, apprese da un messo inviato da Domenico Ricci, governatore di Forlì, che certi Roffi, dei contadini di Rubiano con un certo seguito, avevano catturato Porta Cotogni per poi essere respinti dalle guardie della città. Cinque erano stati impiccati e il resto catturati ed imprigionati. Caterina si recò personalmente a Forlì, volle interrogare tutti i responsabili, scoprì che dietro la congiura vi erano i soliti Ordelaffi e, avuta mano libera dal marito, ne fece impiccare e squartare sei dal capitano delle guardie che aveva perso Porta Cotogni, gli altri invece furono rilasciati.

#### La congiura degli Orsi

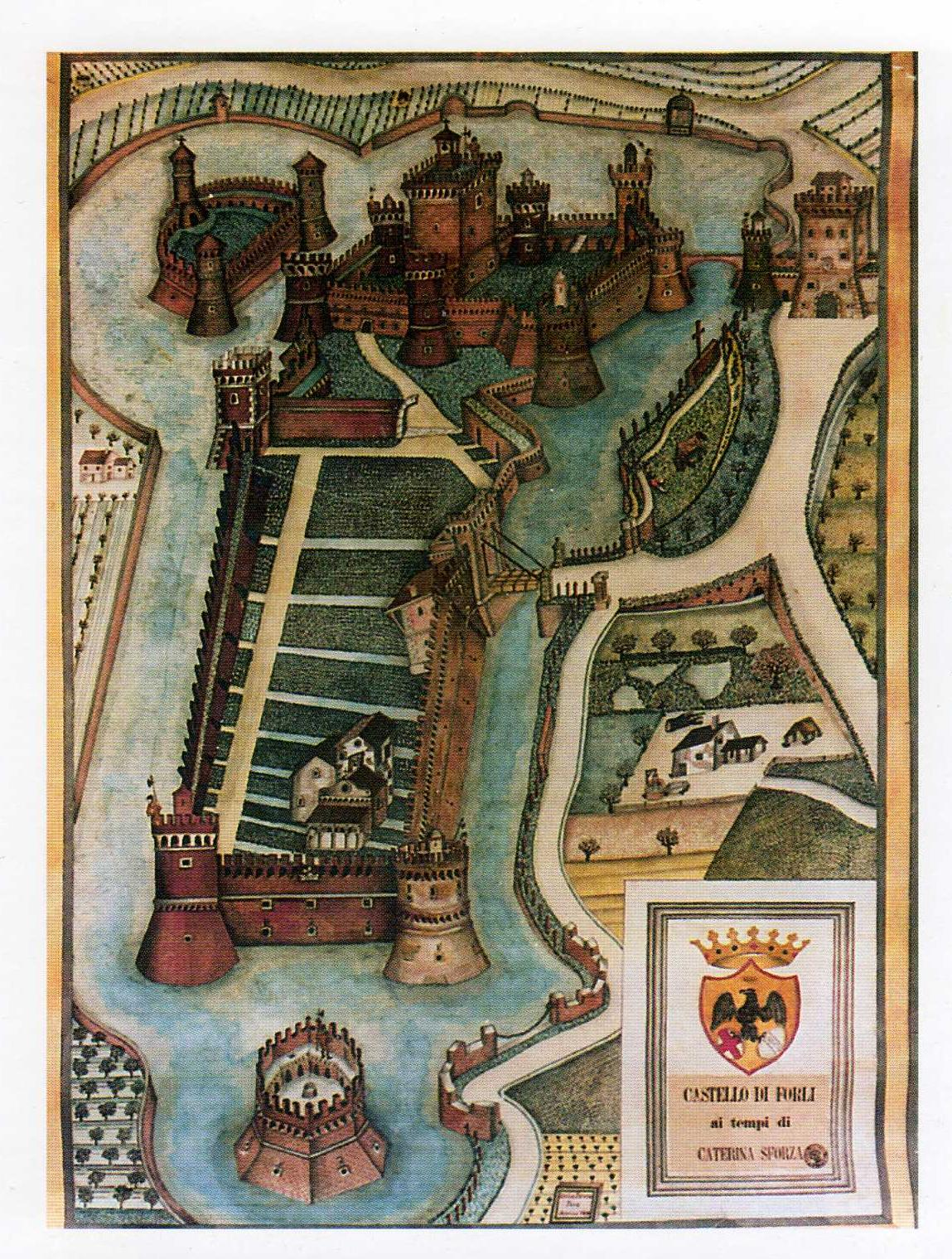
La Rocca di Ravaldino ai tempi di Caterina Sforza

All'inizio del 1488 Girolamo Riario si trovava a fare i conti con un crescente malcontento sia da parte dei contadini che dei cittadini forlivesi determinato dall'inasprimento della tassazione. La scintilla che portò alla sua morte si verificò durante la Quaresima quando cercò invano di farsi restituire il credito di 200 ducati d'oro che aveva con Checco Orsi. Gli Orsi, nobile famiglia forlivese, inizialmente beneficiarono della magnanimità dei Riario e Ludovico, fratello di Checco, nel 1482 divenne senatore a Roma grazie alla raccomandazione di Girolamo. Lorenzo de' Medici seppe però portarli dalla sua parte e architettò una nuova congiura ai danni dei Riario appoggiandosi a Galeotto Manfredi signore di Faenza. Presto ai due fratelli Orsi si aggiunsero Giacomo Ronchi, un caposquadra delle guardie forlivesi e Ludovico Pansechi, uno degli esecutori della Congiura dei Pazzi in quanto il Riario era da tempo in ritardo con le loro paghe.
Il 14 aprile il Ronchi si recò al Palazzo Comunale dove convinse suo nipote Gasparino, cameriere dei Riario, ad avvertirlo sventolando il cappello da una delle finestre nel momento in cui il conte si sarebbe seduto a cena. Al tramonto i congiurati si riunirono in piazza aspettando il segnale convenuto poi si diressero verso le scale salendo indisturbati sino alla Sala delle Ninfe. Checco Orsi entrò per primo senza farsi annunciare e vide che il conte era poggiato sul davanzale di una delle finestre e con lui stavano il cameriere Nicolò da Cremona, il cancelliere Girolamo da Casale e il parente Corradino Feo. Girolamo accolse benevolmente l'Orsi che finse di mostrargli una lettera con cui intendeva assicurarlo della prossima estinzione del debito. Non appena Girolamo stese il braccio destro verso l'Orsi per afferrare la lettera questi estrasse un coltello che teneva nascosto nella veste e lo ferì al pettorale destro. Girolamo, stupefatto, gridò al tradimento, cercò di rifugiarsi sotto un tavolo e poi di fuggire verso le stanze della moglie. L'Orsi non ebbe il coraggio di infierire e Girolamo sarebbe scappato se il Ronchi e il Pansechi non fossero entrati e non l'avessero afferrato per i capelli gettandolo a terra per poi finirlo a colpi di pugnale. I tre ospiti del conte fuggirono, Corradino Feo si precipitò nelle stanze di Caterina. La Sforza ordinò ai servitori di uccidere i congiurati e di riferire a Tommaso Feo di non consegnare per alcun motivo la rocca di Ravaldino, consegnò loro due lettere destinate alle corti di Milano e di Bologna infine sbarrò le porte della stanza in cui si trovava insieme ai figli. Nel frattempo Gasparino, sceso lo scalone, avvertì Ludovico Orsi della morte del Riario e questi salì subito nel salone insieme ai suoi partigiani dove si scontrò con i servitori del Riario, riuscendo a farli fuggire. Alla fine gli Orsi riuscirono ad irrompere nella stanza di Caterina e la presero prigioniera insieme alla sorella Stella e ai figli. Presto la piazza del comune si riempì di gente armata che acclamava gli Orsi come dei liberatori. La folla uccise Antonio da Montecchio, il bargello della città, poi alcuni salirono nel palazzo e gettarono il corpo del Riario e i due cadaveri furono spogliati e straziati. I corpi furono infine raccolti dai Battuti neri che li portarono nella chiesa del Corpus Domini. Seguì il saccheggio e la devastazione del palazzo comunale da parte dei forlivesi.

#### L'inganno di Caterina

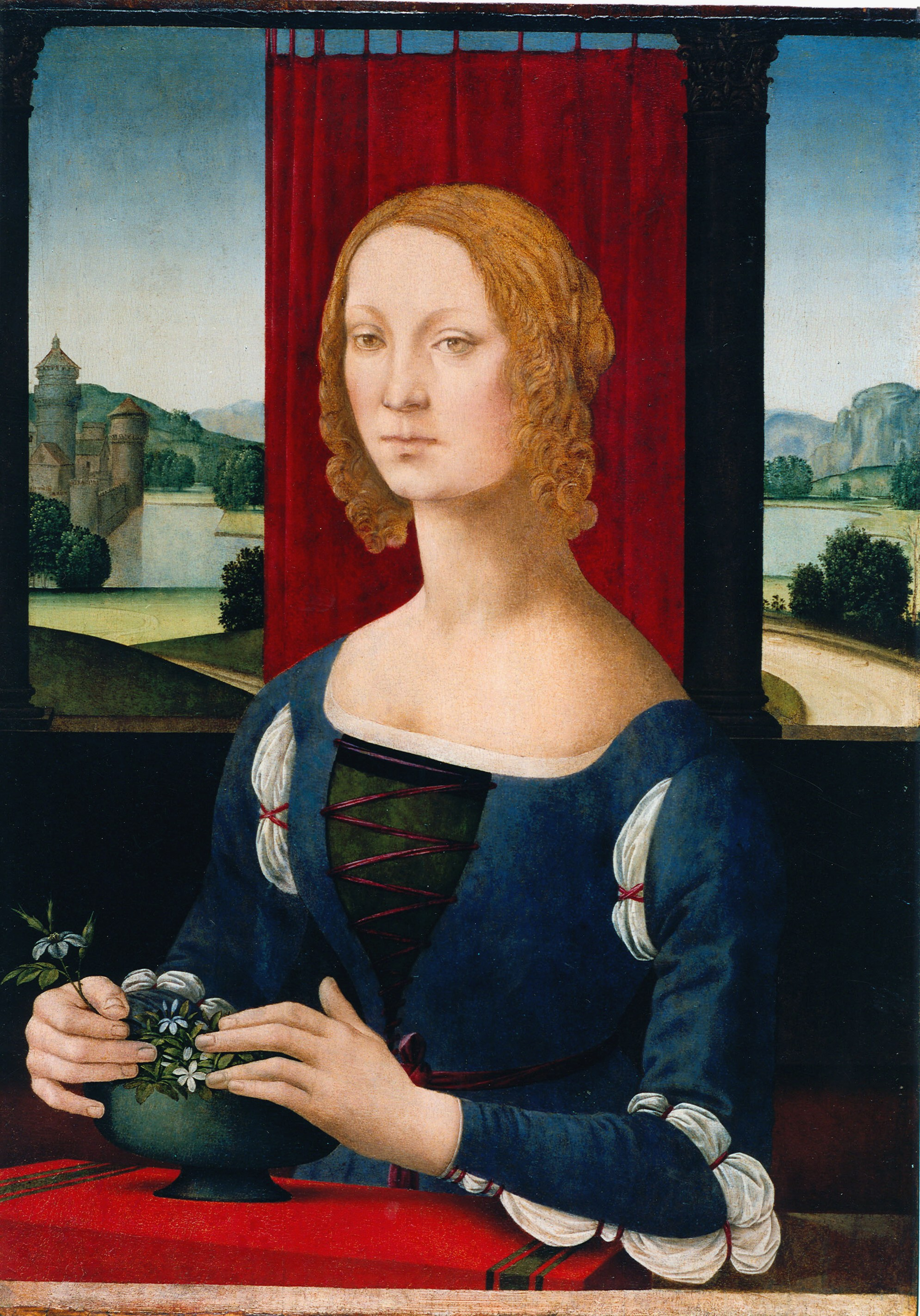
“La dama dei gelsomini” o “Ritratto di giovane donna”, presunto ritratto di Caterina Sforza, opera di Lorenzo di Credi, olio su tela, 1481-83, 75 x 54 cm (Pinacoteca Civica, Forlì)

Perpetrata la congiura, si radunò il Consiglio del Magistrato. Checco Orsi immaginava una Forlì autonoma e libera da ogni potere esterno ma il capo del Consiglio, Niccolò Tornielli, lo ammonì di trattare con riguardo Caterina per paura di rappresaglie da parte del Ducato di Milano e suggerì di fare atto di dedizione alla Chiesa consegnando la città al cardinale Giovanni Battista Savelli che si trovava a Cesena. Il Consiglio accolse quest'ultima posizione e si inviò subito una lettera al Savelli. Il cardinale prese possesso della città il giorno successivo, incontrò Caterina a casa degli Orsi poi disse loro di trasferirla alla Porta San Pietro affidandola ad un presidio di dodici guardie che erano in realtà partigiani della Sforza.
Gli Orsi portarono poi Caterina davanti alla rocca di Ravaldino minacciando di ucciderla qualora Tommaso Feo non si fosse arreso. La Sforza, fingendo, cercò di convincere il castellano che, come da accordi, fu irremovibile anche quando il Ronchi minacciò di trapassarla con la sua partigiana. Il giorno dopo si ripeté la stessa scena davanti a Porta Schiavonia. Caterina fu quindi rinchiusa insieme ai sette figli, alla sorella Bianca, alla madre Lucrezia Landriani e alle balie nella torretta sopra Porta San Pietro.
Mai doma, chiese ad Andrea Bernardi, suo servitore e storico forlivese, di recarsi alla rocca e di riferire a Francesco Ercolani un piano con cui sarebbe riuscita ad entrarvi. L'Ercolani avrebbe dovuto convocare monsignor Savelli per cedergli la rocca a patto di poter parlare privatamente con lei al fine di ottenere la sua paga e produrre un attestato grazie al quale non sarebbe passato come vile o traditore. Il Savelli e il Consiglio si dissero d'accordo mentre gli Orsi rifiutarono conoscendo l'astuzia di Caterina e proposero che il dialogo avvenisse in pubblico.
Il giorno dopo gli Orsi riportarono Caterina davanti alla rocca e questa scongiurò il Feo di lasciarla entrare. Il castellano, eseguendo gli ordini di Caterina, disse di volerle parlare a patto che entrasse nella rocca da sola e vi rimanesse non più di tre ore mentre il resto della sua famiglia sarebbe rimasti come ostaggi agli Orsi. L'Ercolani battibeccò con gli Orsi ma alla fine il Savelli ordinò di farla entrare. Caterina si avviò trionfante lungo il ponte levatoio e raggiunto il portone si voltò indriè e fi'gli quatro fichi.
Una volta nella rocca, Caterina fece voltare tutti i cannoni in direzione dei principali edifici della città, pronta a raderla al suolo qualora si fosse toccata la sua famiglia poi andò a riposare. Dopo tre ore gli Orsi e il Savelli si accorsero di essere stati beffati e furono costretti a tornare in città. Si recarono alla Porta San Pietro, presero in consegna i familiari e tornarono alla rocca dove li fecero sfilare uno ad uno costringendoli ad implorare il castellano di rendere la rocca. Il Feo non cedette e fece sparare alcuni colpi d'archibugio mettendo in fuga gli Orsi, il Savelli e il resto della folla.
Sull'episodio nacque anche una leggenda, le cui basi storiche non sono sicure dal momento che non ne parlano né il Cobelli né il Bernardi che erano testimoni diretti: Caterina, stando sulle mura della rocca, avrebbe risposto agli Orsi che minacciavano di ucciderle i figli: «Fatelo, se volete: impiccateli pure davanti a me - e, sollevandosi le gonne e mostrando con la mano il pube - qui ho quanto basta per farne altri!». Di fronte a tanta spavalderia, gli Orsi non osarono toccare i figli.

#### L'arrivo dell'esercito sforzesco
Il 18 aprile un messo dei Bentivoglio giunse a Forlì intimando al Savelli di riconsegnare il potere sulla città e i figli a Caterina pena subire la vendetta di Ludovico il Moro. Il cardinale acconsentì alla liberazione dei figli ma non alla cessione della città. La richiesta venne rinnovata nei giorni successivi e il Savelli decise di trasferire la madre e i figli di Caterina a Cesena ad espellere dalla città tutti coloro di cui non si fidava. Il 21 aprile giunse un araldo del duca di Milano accompagnato da uno dei Bentivoglio con la richiesta di poter vedere i figli di Caterina. Gli Orsi gli risposero di averli uccisi e li imprigionarono ma furono liberati il giorno successivo su pressione di un nuovo inviato. Nel frattempo i Bentivoglio avevano raccolto un piccolo esercito presso Castel Bolognese e attendevano l'arrivo degli sforzeschi. Il 26 aprile gli Orsi e il Savelli aprirono il fuoco contro la rocca di Ravaldino utilizzando un passavolante e una bombarda (precedentemente a protezione di Porta Schiavonia) causando solo lievissimi danni; il castellano rispose cannoneggiando la città. Il giorno successivo, credendo ormai Caterina spacciata, Battista da Savona castellano di Forlimpopoli cedette la città al Savelli per quattromila ducati.
Il 29 aprile l'esercito sforzesco, in tutto 12.000 uomini, si accampò alla Cosina, a metà strada tra Faenza e Forlì. Era guidato dal capitano generale Galeazzo Sanseverino, da Giovanni Pietro Carminati di Brambilla (detto il Bergamino), da Rodolfo Gonzaga marchese di Mantova e da Giovanni II Bentivoglio signore di Bologna. Si inviò Giovanni Landriani per tentare di convincere per l'ultima volta il Savelli e i forlivesi a rendere la città e la signoria a Caterina. Il Savelli si rifiutò di accettare le condizioni e l'Orsi mentì riferendogli dell'imminente arrivo dell'esercito pontificio guidato da Niccolò Orsini. L'esercito sforzesco mosse allora contro Forlì per assaltarla e saccheggiarla ma Caterina, con cui era in costante contatto, suggerì di fermarsi alle porte della città in modo da terrorizzarla. Fece poi sparare con i cannoni degli spiedi su cui erano avvolti manifesti che incitavano il popolo alla rivolta contro gli Orsi. Questi, presi dalla disperazione, radunarono cinquanta uomini insieme al Ronchi e al Pansechi e cercarono di farsi consegnare i figli di Caterina dal presidio di Porta San Pietro che glieli negò e iniziò a bersagliarli con frecce e pietre costringendoli alla ritirata. Radunato tutto l'oro e i gioielli che potevano trasportare, gli Orsi e altri quindici congiurati fuggirono da Forlì a notte fonda. Il Savelli rimase in città.

#### Signora di Imola e Forlì
Il 30 aprile del 1488 Caterina iniziò il suo governo in nome del figlio maggiore Ottaviano, riconosciuto da tutti i membri del Comune e dal capo dei magistrati come nuovo Signore di Forlì in quel giorno stesso, ma troppo giovane per esercitare direttamente il potere.
Il primo atto del suo governo consistette nel vendicare la morte del marito, secondo l'usanza del tempo. Ella volle che tutte le persone coinvolte fossero imprigionate, tra di essi il governatore del papa Monsignor Savelli, tutti i generali pontifici, il castellano della rocca di Forlimpopoli, per il fatto che l'aveva tradita, e anche tutte le donne della famiglia Orsi e delle altre famiglie che avevano appoggiato il complotto. Soldati fidati e spie cercarono ovunque, in tutta la Romagna, chiunque dei congiurati fosse, in un primo tempo, riuscito a fuggire. Le case di proprietà degli imprigionati vennero rase al suolo, mentre gli oggetti preziosi furono distribuiti ai poveri.
Il 30 luglio arrivò la notizia che papa Innocenzo VIII aveva concesso a Ottaviano l'investitura ufficiale del suo Stato " sino a linea finita". Nel frattempo si era recato a Forlì il cardinale di San Giorgio Raffaele Riario, ufficialmente per proteggere gli orfani di Girolamo ma, in realtà, per influire sul governo di Caterina.
La giovane contessa si occupava personalmente di tutte le questioni che riguardavano il governo del suo "Stato", sia quelle pubbliche sia quelle private. Per consolidare il suo potere scambiava doni con i signori degli Stati confinanti e conduceva trattative matrimoniali per i suoi figli seguendo le usanze del tempo, secondo le quali concludere una buona alleanza matrimoniale era un ottimo modo di governare. Revisionò il sistema fiscale riducendo ed eliminando alcuni dazi, controllava anche tutte le spese, perfino quelle irrisorie. Si occupava direttamente sia dell'addestramento delle sue milizie sia dell'approvvigionamento delle armi e dei cavalli. Trovava anche il tempo per interessarsi del bucato e per cucire. Era sua intenzione fare in modo che la vita nelle sue città si svolgesse in modo ordinato e pacifico, e i suoi sudditi dimostrarono di apprezzare i suoi sforzi.

#### Prima discesa dei francesi in Italia

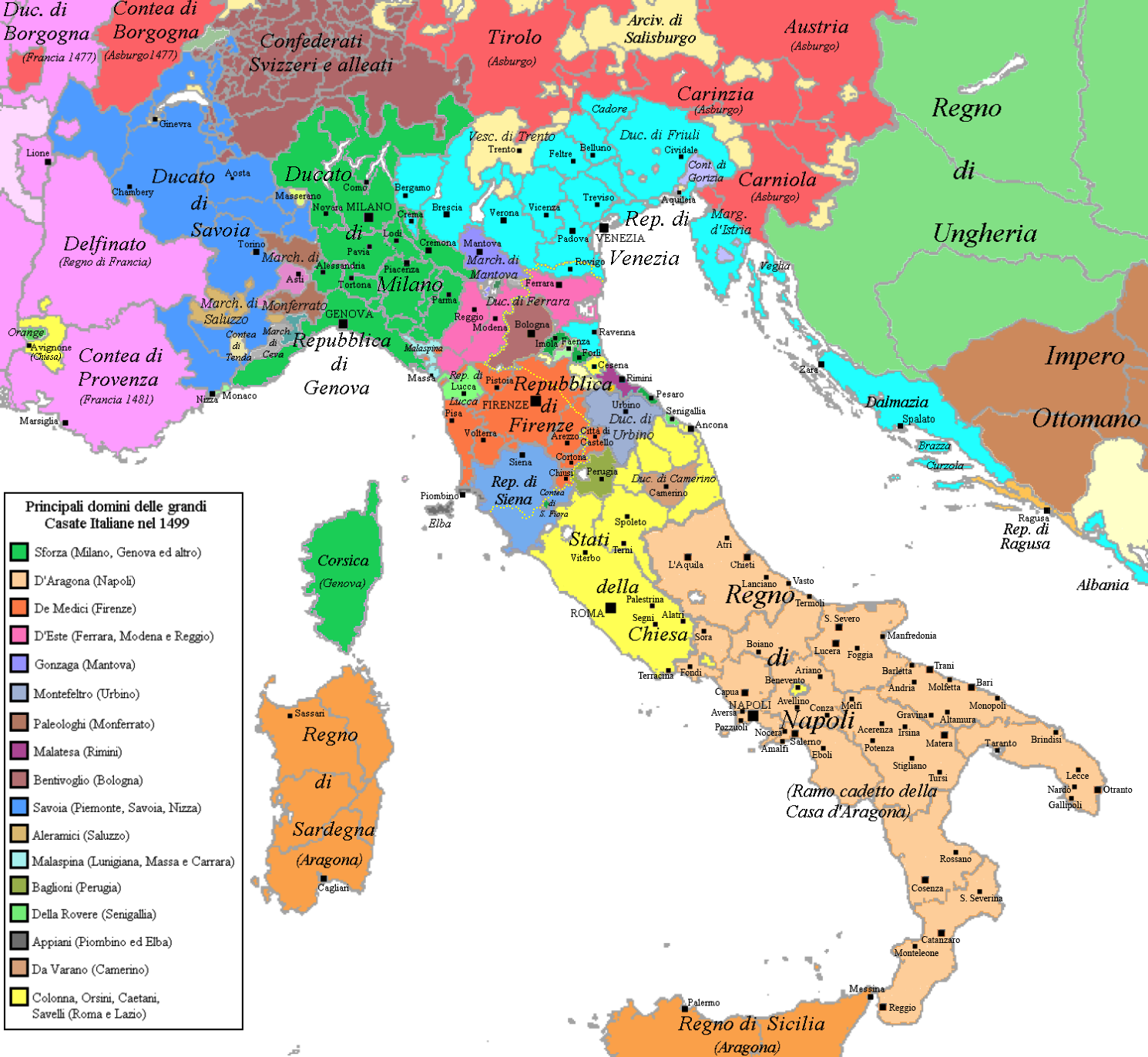
Mappa d'Italia alla fine del XV secolo

Lo stato di Forlì e Imola era piccolo ma a causa della sua posizione geografica aveva una certa importanza nella dinamica politica. In quegli anni ci furono avvenimenti rilevanti che mutarono il quadro politico dell'Italia intera. L'8 aprile del 1492 moriva Lorenzo il Magnifico, la cui oculata politica aveva tenuto a freno le rivalità dei vari stati italiani. Il 25 luglio dello stesso anno moriva anche Innocenzo VIII, che veniva sostituito dal cardinale Rodrigo Borgia, con il nome di papa Alessandro VI. La sua elezione sembrò essere un evento favorevole per lo Stato di Caterina, in quanto nel periodo che i coniugi Riario vissero a Roma, il Cardinale frequentava spesso la loro casa ed egli era anche padrino del loro primogenito Ottaviano.
Questi avvenimenti minacciarono direttamente la stabilità e la pace in Italia. Si riaccesero gli attriti tra il Ducato di Milano e il regno di Napoli fino ad arrivare alla crisi del settembre del 1494, quando, incitato da Ludovico il Moro, Carlo VIII di Francia calò in Italia rivendicando Napoli come erede degli Angioini. In un primo tempo anche Alessandro VI si mostrò favorevole a questo intervento.
Durante il conflitto tra Milano e Napoli Caterina, che sapeva di trovarsi collocata in posizione strategica di passaggio obbligato per chiunque volesse recarsi al sud, cercò di rimanere neutrale. Da una parte c'era lo zio Ludovico che le scriveva di allearsi con Carlo VIII, dall'altra il cardinale Raffaele Riario che sosteneva il re di Napoli, ora appoggiato anche dal Papa che aveva cambiato parere. Dopo un loro incontro avvenuto il 23 settembre 1494, Caterina fu persuasa dal duca di Calabria Ferrandino d'Aragona a sostenere re Alfonso II di Napoli e si preparò a difendere Imola e Forlì.

#### Sacco di Mordano
A provocare la rottura fra i due fu poi il cosiddetto sacco di Mordano, avvenuto tra il 20 e il 21 ottobre: attorno alla città di Mordano si erano radunati tra i quattordicimila ai sedicimila francesi per cingerla d'assedio e al contempo per prendere in trappola Ferrandino, il quale disponendo di un minor numero di uomini sarebbe stato quasi sicuramente sconfitto. Egli perciò, compresa la situazione, su consiglio dei propri generali decise di non rispondere alle richieste di aiuto della contessa. Ne seguì un massacro per mano francese che fu quanto più possibile contenuto dalle forze milanesi guidate da Fracasso, il quale si impegnò a salvare numerose donne dalle violenze della soldataglia. Stando al cronista Antonio Grumello Pavese, invece, Ferrandino si addolorò molto alla notizia del sacco e predispose l'esercito per attaccare battaglia a Gian Francesco Sanseverino, ma quest'ultimo - avendo conosciute le sue intenzioni per mezzo di spie - spostò le proprie truppe segretamente e si fortificò in "boni bastioni", cosicché Ferrandino "di mala voglia" dovette desistere. Caterina, adiratissima, si considerò tradita dagli alleati napoletani e passò dalla parte dei francesi, che avevano devastato le sue terre e straziato i suoi sudditi, pertanto Ferrandino, appresa la notizia, sotto una pioggia dirotta fu costretto a lasciare Faenza coi propri uomini e a mettersi sulla via per Cesena.

Nota a questo riguardo il cronista forlivese Leone Cobelli che, mentre Ferrandino si comportò sempre onestamente, Caterina gli mandò dietro degli uomini a derubarlo, seppure senza successo:
(Leone Cobelli, "Cronache Forlivesi")
Carlo VIII comunque, preferì evitare la Romagna e attraversare l'Appennino seguendo la strada del passo della Cisa. Il Re di Francia conquistò Napoli in soli tredici giorni. Questo fatto spaventò i principi italiani che, preoccupati per la loro indipendenza, si riunirono in una Lega antifrancese e Carlo VIII fu costretto a risalire velocemente la penisola e a rifugiarsi, dopo la vittoria tattica, ma inutile, di Fornovo, prima ad Asti e poi in Francia.
In questa occasione Caterina riuscì a restare neutrale. Non partecipando alla cacciata dei francesi mantenne sia il favore del Duca di Milano sia quello del Papa.

#### Secondo matrimonio
Due mesi dopo la morte di Girolamo si diffuse la voce che Caterina stesse per sposare Antonio Maria Ordelaffi, il quale aveva cominciato a farle visita e, come riportano i cronisti, tutti avevano notato che queste visite erano sempre più lunghe e frequenti. Con questo matrimonio sarebbero terminate le rivendicazioni della famiglia Ordelaffi sulla città di Forlì. La cosa era data per certa e Antonio Maria stesso scrisse al duca di Ferrara che la contessa gli aveva fatto promesse in tal senso. Quando Caterina si accorse di come stavano le cose fece incarcerare tutti quelli che avevano contribuito a diffondere la notizia. Si rivolse anche al Senato di Venezia che mandò Antonio Maria in Friuli, dove rimase confinato per dieci anni.
La contessa invece si innamorò di Giacomo Feo, fratello ventenne di Tommaso Feo, il castellano che le era rimasto fedele nei giorni seguenti l'assassinio del marito. Caterina lo sposò, ma in segreto, per non perdere la tutela dei figli e, di conseguenza, il governo del suo Stato. Tutte le cronache del periodo riportano come Caterina fosse follemente innamorata del giovane Giacomo. Si temette anche che volesse togliere lo Stato al figlio Ottaviano per darlo all'amante.
Il potere di Giacomo intanto era aumentato a dismisura ed egli era temuto e odiato da tutti, anche dagli stessi figli di Caterina. Il commissario fiorentino a Faenza, nel descrivere a Piero de' Medici la "misera condizione a cui erasi ridotta Caterina, dominata in tutto dal suo amante", riferì che nel 1493 Giacomo deteneva la fortezza di Forlì nelle proprie mani, che tutte le entrate e i guadagni passavano per le sue mani e che tutti i soldati dipendevano da lui. "Lui cavalca come Signore et a lui sono porte tutte le sue supplicazioni", in modo tale che "è necessario che segua una delle tre cose: o che Madonna faccia mal capitare M. Jacopo [cioè lo uccida], o che M. Jacopo faccia mal capitare lei con tutti i suoi figliuoli, o crescendo il S. Octaviano, quale si dimostra animoso, faccia capitare male la madre e M. Jacopo". Insomma si prospettava una strage familiare: uxoricidio o matricidio. "Onde se M. Jacopo ha cervello, che mi è pur detto che n'ha, è necessario che pensi alla salute sua", ossia che provvedesse a uccidere Ottaviano prima che diventasse adulto. Caterina provava un tale attaccamento per Giacomo, che si dichiarò pronta a uccidere tutti i propri figli e rinunciare allo Stato e a tutti i propri beni piuttosto che separarsi da lui: "prima supellirà tucte le persone sue et figliuoli et la roba, prima daranno l'anima al diavolo, et lo stato al turco, che abandonarsi mai l'uno l'altro".
La sera del 27 agosto del 1495 Giacomo venne assalito e ferito mortalmente, rimanendo vittima di una congiura di cui erano al corrente anche i figli della Contessa. Ma Caterina era all'oscuro di tutto e la sua vendetta fu terribile. Quando era morto il suo primo marito, la vendetta si era svolta secondo i criteri della giustizia del tempo, ora invece seguì l'istinto accecato dalla rabbia di aver perduto l'uomo che amava. Stando al racconto dei cronisti, Caterina giunse a trucidare perfino i figli bambini, i neonati e le donne incinte dei congiurati. Così Marin Sanudo, che la dice "crudelissima":
(Marin Sanudo, La spedizione di Carlo VIII.)

#### Terzo matrimonio
Nel 1496 giunse alla corte di Caterina l'ambasciatore della Repubblica di Firenze Giovanni de' Medici, detto il Popolano. Figlio di Pierfrancesco il Vecchio, apparteneva al ramo collaterale della famiglia Medici. Con il fratello Lorenzo era stato mandato in esilio a causa della sua aperta ostilità verso il cugino Piero de' Medici, succeduto al padre Lorenzo il Magnifico nel governo di Firenze. Quando nel 1494 il re Carlo VIII di Francia era calato in Italia, Piero fu costretto a una resa incondizionata che permise ai francesi di avanzare liberamente verso il Regno di Napoli. Il popolo fiorentino si sollevò, scacciò Piero e proclamò la Repubblica. Giovanni e il fratello poterono fare ritorno in città. Essi rinunciarono al cognome di famiglia e assunsero quello di Popolano. Il governo repubblicano nominò Giovanni ambasciatore di Forlì e commissario di tutti i possedimenti romagnoli di Firenze.
Poco tempo dopo avere reso omaggio alla Contessa come ambasciatore, Giovanni fu alloggiato, con tutto il suo seguito, negli appartamenti adiacenti a quelli di Caterina nella fortezza di Ravaldino. Le voci di un possibile matrimonio tra Giovanni e Caterina e quella che Ottaviano Riario aveva accettato una condotta da Firenze minacciata dai veneziani, allarmarono tutti i principi della Lega e anche il Duca di Milano.
Caterina non poté tenere nascosto allo zio Ludovico queste sue terze nozze. La situazione era diversa da quella precedente, in quanto Caterina aveva l'approvazione dei figli e finì per avere anche quella dello zio. Dal matrimonio nacque un figlio, che venne chiamato Ludovico in onore del Duca di Milano, ma che in seguito divenne famoso con il nome di Giovanni dalle Bande Nere.
Intanto la situazione tra Firenze e Venezia andava peggiorando e Caterina, che si trovava sempre collocata sulle vie di passaggio degli eserciti, si preparava alla difesa. Aveva anche mandato un contingente di cavalieri in soccorso a Firenze, con a capo il figlio maggiore, facendolo accompagnare da uomini di fiducia, da lei stessa istruiti, e dal patrigno.
Improvvisamente Giovanni de' Medici si ammalò così gravemente da dovere lasciare il campo di battaglia per recarsi a Forlì. Qui, nonostante le cure, le sue condizioni continuarono a peggiorare e venne trasferito a Santa Maria in Bagno, dove si sperava nelle acque miracolose. Il 14 settembre del 1498 Giovanni morì in presenza di Caterina, che era stata chiamata a recarsi da lui con urgenza. La loro unione è stata all'origine della linea dinastica granducale dei Medici, estinta nel 1743. Negli stessi giorni Caterina fece pensiero di sposare Galeazzo Sanseverino, capitano generale dello zio Ludovico, o così perlomeno si divulgò a Milano, infatti si diffuse anche la voce che la morte di Giovanni fosse stata accelerata proprio per permettere un matrimonio tra i due, sebbene poi non avvenisse mai.

#### La difesa contro Venezia
Ritornata immediatamente a Forlì per occuparsi della difesa dei suoi Stati, Caterina si tenne occupata nel dirigere le manovre militari, concernenti l'approvvigionamento dei soldati, delle armi e dei cavalli. L'addestramento delle milizie veniva eseguito dalla Contessa in persona che, per reperire denaro e truppe aggiuntive, non si stancava di scrivere allo zio Ludovico, alla Repubblica di Firenze e agli Stati alleati confinanti. Solo il marchese di Mantova e Ludovico il Moro inviarono un piccolo contingente di soldati. Quest'ultimo mandò due validissimi condottieri: Fracasso e Gian Francesco Sanseverino, ma Caterina non fu in grado di gestire il carattere scontroso e iracondo del primo: se ne lamentava con lo zio, dicendo che Fracasso litigava continuamente col fratello e con gli altri capitani, che faceva quel che voleva e parlava male di lei; addirittura un giorno minacciò di andarsene, offeso da certe sue parole. Ludovico la invitava a portare pazienza, poiché, sebbene dicesse "qualche male parole", non avrebbero potuto trovare un condottiero migliore di lui.
In questa occasione giunse per la prima volta a Forlì anche Giovanni da Casale, favorito del Moro, il cui compito palese era di migliorare i pessimi rapporti tra Fracasso e la contessa e di impedire che quest'ultima passasse all'alleanza veneziana. Sul finire dell'anno Fracasso rimandò Giovanni a Milano, ma nel maggio 1499 Caterina pregò esplicitamente lo zio di rimandarglielo indietro segretamente, poiché era, a suo dire "fidelissimo et verso me amorevolissimo". Tornato a Forlì, Giovanni entrò ben presto nelle grazie di Caterina, tanto da volerlo nominare governatore della rocca d'Imola e poi affidargli la difesa della rocca di Forlì. La presenza di Giovanni tolse dalla mente di Caterina il condottiero e precedente favorito Achille Tiberti, il quale passò infatti a servire il nemico.
Dopo un primo attacco dell'esercito di Venezia, che inflisse gravi distruzioni nei territori occupati, l'esercito di Caterina riuscì ad avere la meglio sui veneziani, tra i quali militavano anche Antonio Ordelaffi e Taddeo Manfredi, discendenti delle casate che avevano governato rispettivamente Forlì e Imola prima dei Riario. Dopo di che la guerra continuò con delle piccole battaglie fino a quando i veneziani riuscirono ad aggirare Forlì per raggiungere Firenze da un'altra via. Da questo momento in molte cronache relative alle terre romagnole, Caterina viene spesso nominata con l'appellativo di "Tygre".

### La conquista del duca Valentino

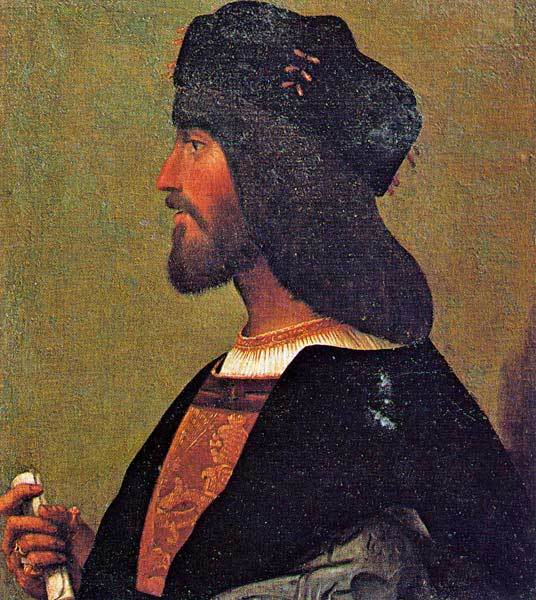
Cesare Borgia, duca Valentino, Palazzo Venezia, Roma

Al trono francese era nel frattempo succeduto Luigi XII, il quale vantava diritti sul Ducato di Milano e anche sul Regno di Napoli, rispettivamente come discendente di Valentina Visconti e della dinastia degli Angiò. Luigi XII, prima di iniziare la sua campagna in Italia, si assicurò l'alleanza dei Savoia, della Repubblica di Venezia e di papa Alessandro VI. A capo del suo forte esercito nell'estate del 1499 entrò in Italia occupando senza dover combattere tutto il Piemonte, la città di Genova e quella di Cremona. Il 6 ottobre si insediò a Milano, abbandonata il mese precedente dal duca Ludovico che si era rifugiato nel Tirolo sotto la protezione del nipote Massimiliano I d'Asburgo.
Alessandro VI si era alleato con il Re di Francia per avere in cambio il suo appoggio nella costituzione di un Regno per il figlio Cesare Borgia in terra di Romagna. Con questo scopo emise una bolla pontificia per far decadere le investiture di tutti i feudatari di quelle terre, compresa Caterina.
Quando l'esercito francese partì da Milano con il duca Valentino alla conquista della Romagna, Ludovico Sforza riconquistò il Ducato con l'aiuto degli austriaci.
Caterina per contrastare l'esercito francese che stava arrivando, cercò soccorso da Firenze, ma i fiorentini erano minacciati dal Papa che intimava di togliere loro Pisa, per cui ella rimase da sola a difendersi. Iniziò subito ad arruolare e addestrare quanti più soldati poteva e a immagazzinare armi, munizioni e viveri. Fece rinforzare le difese delle sue fortezze con opere importanti, soprattutto quella di Ravaldino dove lei stessa risiedeva e che era già considerata inespugnabile. Fece anche partire i figli che furono accolti nella città di Firenze.
Il 24 novembre Cesare Borgia arrivò a Imola. Le porte della città vennero subito aperte dagli abitanti ed egli poté prenderne possesso, dopo averne espugnato la rocca dove il castellano resistette diversi giorni. Visto quanto era accaduto nella sua città minore, Caterina chiese espressamente al popolo di Forlì se voleva fare altrettanto o se voleva essere difeso e, in questo caso sopportare un assedio. Dato che il popolo tentennava a risponderle Caterina prese la decisione di concentrare tutti gli sforzi per la difesa nella fortezza di Ravaldino, lasciando la città al suo destino.
Il 19 dicembre il Valentino prese possesso anche di Forlì e pose l'assedio alla rocca. Caterina non cedette ai tentativi messi in atto per convincerla ad arrendersi, due fatti direttamente dal duca Valentino e uno dal cardinale Raffaele Riario. Mise anche una taglia su Cesare Borgia in risposta a quella che il Duca aveva messo su di lei: 10.000 ducati per entrambi, vivi o morti. Giovanni da Casale cercò anche di prendere prigioniero il Valentino, mentre questi era nei pressi della rocca per parlarle, ma il tentativo fallì.
Per molti giorni le artiglierie di ambedue le fazioni continuarono a bombardarsi a vicenda: quelle di Caterina inflissero numerose perdite all'esercito francese, senza che questo riuscisse a smantellare le difese principali della fortezza. Quello che veniva distrutto di giorno veniva poi ricostruito durante la notte. Gli assediati trovarono anche il tempo per suonare e ballare.
La resistenza solitaria di Caterina venne ammirata in tutta l'Italia. Niccolò Machiavelli stesso riporta che numerosissime furono le canzoni e gli epigrammi composti in suo onore, dei quali ci è giunto solo quello di Marsilio Compagnon.
Visto che il tempo passava e non si otteneva nessun risultato, il Valentino cambiò tattica. Iniziò a bombardare le mura della rocca in continuazione, anche di notte fino a che, dopo sei giorni, si aprirono due grossi varchi. Il 12 gennaio del 1500 la battaglia decisiva fu cruenta e veloce e Caterina continuò a resistere combattendo lei stessa con le armi in mano fino a quando venne fatta prigioniera. La causa della perdita della fortezza venne comunemente attribuita a Giovanni da Casale, o per imperizia o per mancanza di volontà nel difendere la rocca: pare infatti che, dopo l'apertura di una breccia nelle mura, resosi conto dell'inutilità di una qualsiasi resistenza, Giovanni avesse dato il segnale della resa senza chiedere il parere di Caterina, sebbene quest'ultima fu la sola a non ritenerlo responsabile. Tra i gentiluomini catturati insieme a lei, c'era anche il suo segretario, il forlivese Marcantonio Baldraccani. Subito Caterina si dichiarò prigioniera dei francesi, sapendo che vi era una legge in Francia che impediva di tenere come prigionieri di guerra le donne.
Il Machiavelli, secondo cui la fortezza era mal costruita e le operazioni di difesa mal dirette da Giovanni da Casale, commentò: «Fece adunque la malaedificata fortezza e la poca prudenza di chi la difendeva vergogna alla magnanima impresa della contessa...».

### Roma

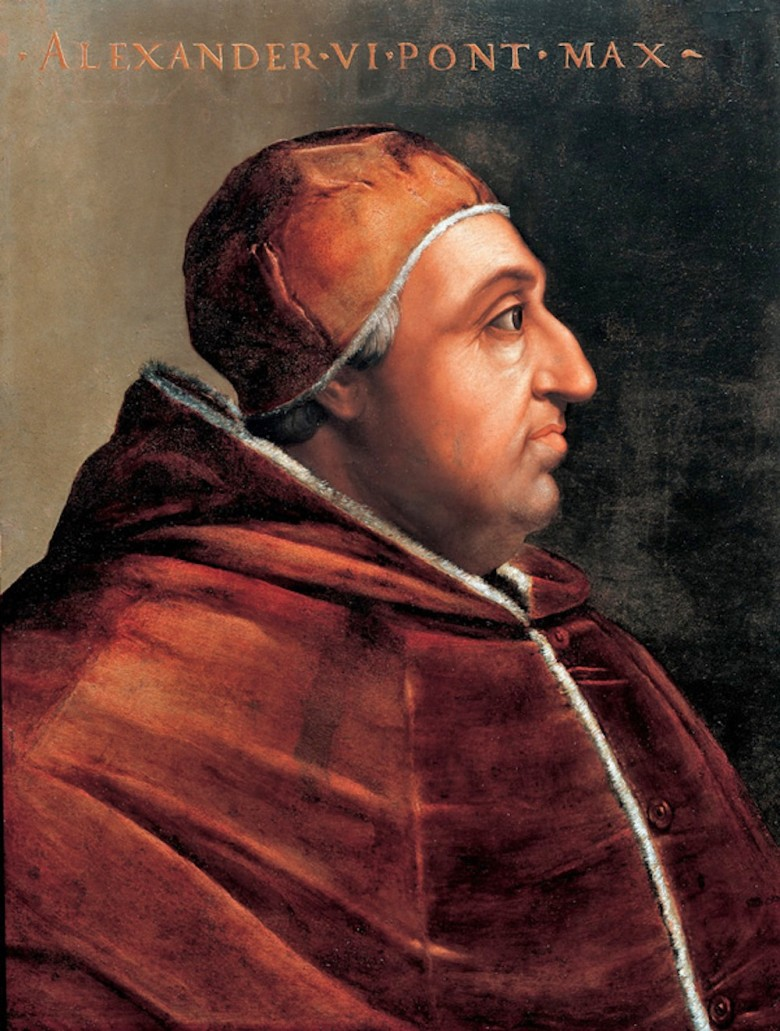
Papa Alessandro VI

Cesare Borgia ottenne la custodia di Caterina dal comandante generale dell'esercito francese Yves d'Allègre, promettendo che ella sarebbe stata trattata non da prigioniera, ma da ospite. Fu costretta dunque a partire con l'esercito che si preparava alla conquista di Pesaro. La conquista dovette però essere rimandata a causa di Ludovico il Moro che il 5 febbraio riconquistò Milano, costringendo le truppe francesi a tornare indietro.
Il Valentino quindi, rimasto solo con le truppe pontificie, si diresse verso Roma, dove condusse anche Caterina che venne in un primo tempo sistemata nel palazzo del Belvedere. Verso la fine del mese di marzo Caterina tentò di fuggire ma fu scoperta e immediatamente imprigionata a Castel Sant'Angelo.

#### In prigione a Castel Sant'Angelo
Per giustificare l'incarcerazione di Caterina papa Alessandro VI l'accusò di averlo voluto avvelenare con delle lettere impregnate di veleno spedite nel novembre del 1499 in risposta alla bolla pontificia che deponeva la Contessa dal suo feudo.
Ancora oggi non si sa se l'accusa fosse fondata oppure no. Machiavelli si dice convinto che Caterina avesse veramente tentato di avvelenare il Papa, mentre altri storici, come Jacob Burckhardt e Ferdinand Gregorovius non ne sono altrettanto certi. Si tenne anche un processo che però non si concluse e Caterina rimase incarcerata nella fortezza fino al 30 giugno del 1501, quando fu liberata da Yves d'Allègre che era giunto a Roma con l'esercito di Luigi XII per conquistare il Regno di Napoli. Alessandro VI pretese che Caterina firmasse i documenti per la rinuncia dei suoi Stati, visto che nel frattempo il figlio Cesare, con l'acquisizione di Pesaro, Rimini e Faenza, era stato nominato duca di Romagna.
Dopo un breve soggiorno nella residenza del cardinale Raffaele Riario, Caterina si imbarcò per raggiungere Livorno e poi Firenze, dove l'attendevano i suoi figli.

### Firenze

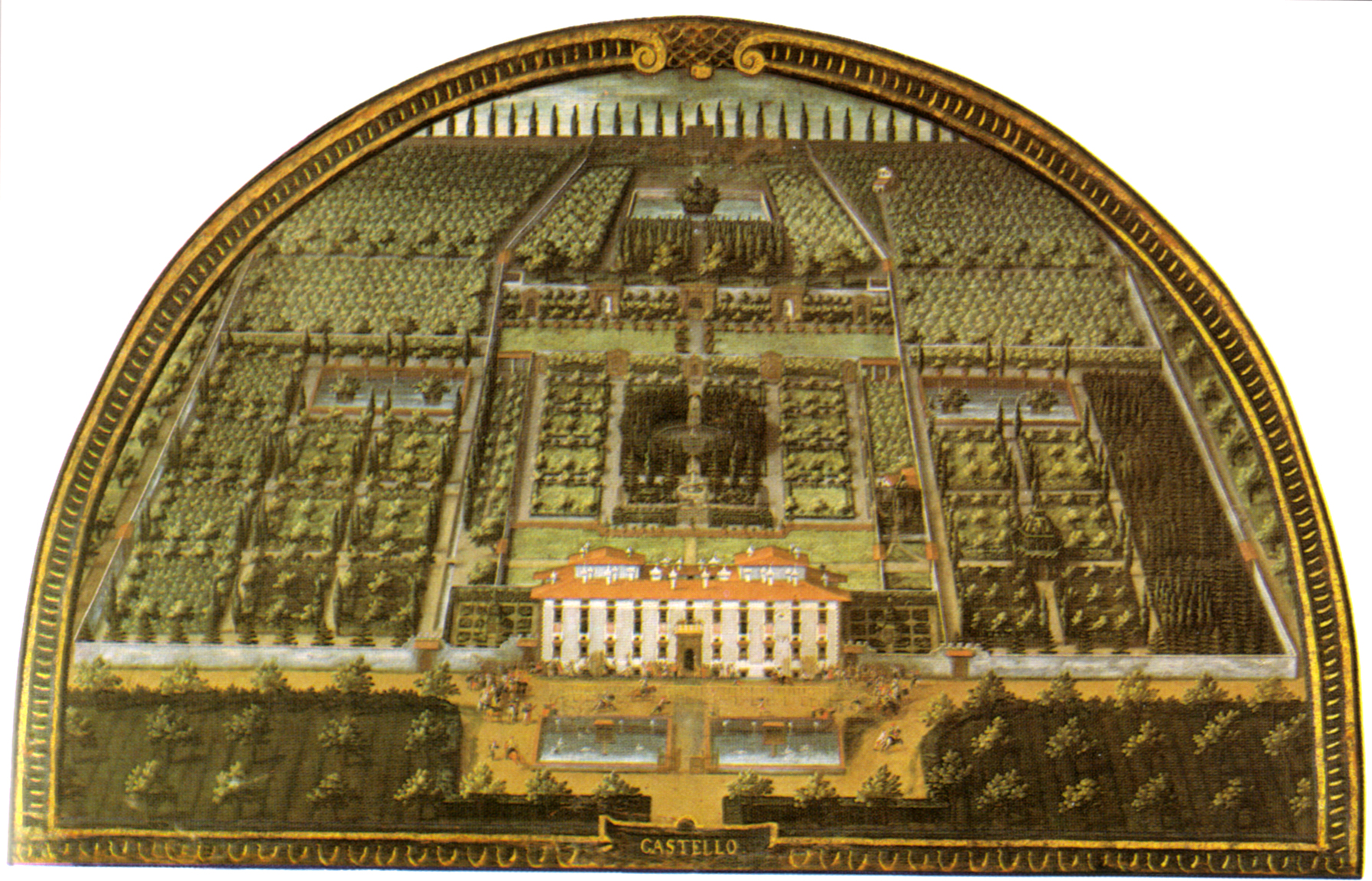
La villa medicea di Castello in una lunetta di Giusto Utens, Museo di Firenze com'era

Nella città di Firenze Caterina visse nelle ville che erano appartenute al marito Giovanni, soggiornando spesso nella Villa medicea di Castello. Si lamentava di essere maltrattata e di vivere in ristrettezze economiche.
Per diversi anni sostenne una battaglia legale contro il cognato Lorenzo per la tutela del figlio Giovanni, che fu affidato allo zio a causa della sua detenzione, ma che le fu restituito nel 1504 poiché il giudice riconobbe che l'incarcerazione come prigioniera di guerra non era paragonabile a quella dovuta dall'aver compiuto atti criminali.
Con la morte di Alessandro VI, avvenuta il 18 agosto del 1503, Cesare Borgia perse tutto il suo potere. Si riaprivano tutte le possibilità di restaurare i vecchi feudatari romagnoli negli Stati da cui erano stati cacciati. Caterina non perse tempo e si diede molto da fare inviando lettere e persone di fiducia a perorare la sua causa e quella di Ottaviano presso Giulio II. Il nuovo Papa si mostrò favorevole al ripristino della Signoria dei Riario su Imola e Forlì, ma la popolazione delle due città si dichiarò in maggioranza contraria al ritorno della Contessa, per cui il feudo passò ad Antonio Maria Ordelaffi, che si insediò il 22 ottobre del 1503.
Perduta ogni possibilità di ripristinare l'antico potere Caterina trascorse gli ultimi anni della sua vita dedicandosi ai suoi figli, in particolare a Giovanni, che era il più piccolo, ai suoi nipoti, ai suoi experimenti e alla sua vita sociale, continuando ad avere un'intensa corrispondenza sia con le persone che le erano rimaste affezionate in Romagna sia con i parenti che risiedevano a Milano.
Nell'aprile del 1509 Caterina fu colpita in modo grave da una polmonite. Sembrò riprendersi, tanto da essere dichiarata guarita, ma un improvviso peggioramento della malattia la portò alla morte il 28 maggio. Dopo avere fatto testamento e date le ultime disposizioni per la sua sepoltura, morì all'età di quarantasei anni "Quella tygre di la madona di Forlì", che aveva "tucta spaventata la Romagna". Fu tumulata nel monastero delle Murate a Firenze, davanti all'altare maggiore: in seguito suo nipote Cosimo I de' Medici, granduca di Toscana, la volle ricordare facendo apporre una lapide, ma oggi della tomba non rimane traccia: esumate le spoglie durante un rifacimento del pavimento ottocentesco, vennero poi disperse in un momento imprecisato.
Nonostante l'importanza della figura di Caterina Sforza nel panorama rinascimentale italiano, l’odonomastica la ricorda in pochi centri urbani: a Roma con una piazza, a Forlì, Forlimpopoli, Imola e San Mauro Pascoli con vie.
Negli ultimi anni della sua vita confidò a un frate: «Se io potessi scrivere tutto, farei stupire il mondo».

## Aspetto e personalità

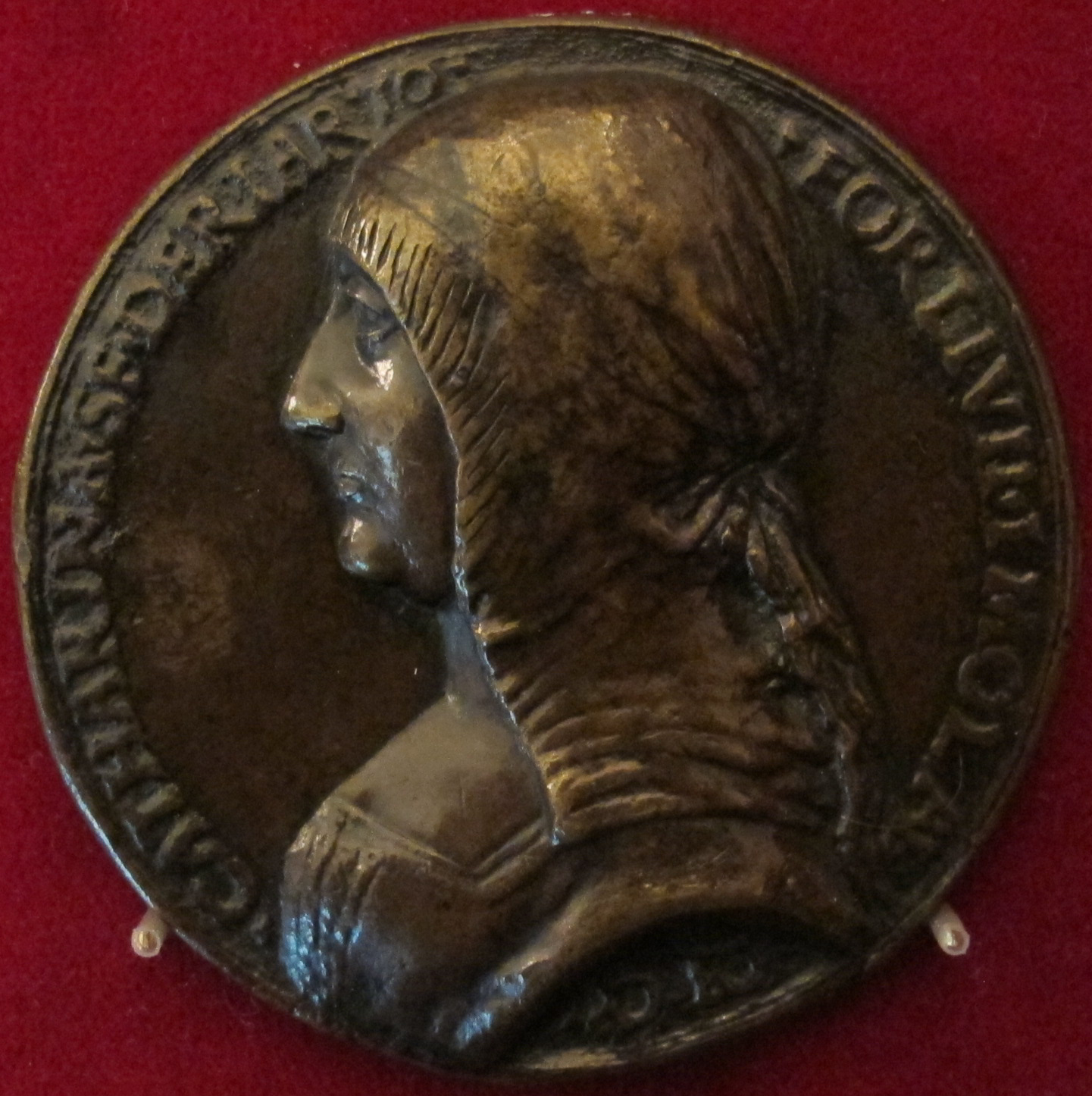
Caterina Sforza, riproduzione della medaglia del 1488 ca.

Così la descrive lo storico fiorentino Bartolomeo Cerretani:
"Ella era savia, animosa, grande: complessa, bella faccia, parlava poco; portava una veste di raso con due braccia di strascico, un capperone di velluto nero alla francese, un cinto da uomo, e scarsella piena di ducati d'oro; un falcione ad uso di storta accanto, e tra i soldati a piè, e a cavallo era temuta assai, perché quella Donna coll'armi in mano era fiera e crudele. Fu figlia non legittima del conte Francesco Sforza, primo capitano de' tempi suoi e a quale fu molto simile nell'animo e nell'ardire, e non mancò, essendo ornata di virtù singolare, di qualche vizio non piccolo né volgare".
Marin Sanudo la definì "femina quasi virago, crudelissima", in relazione alla strage che fece dei bambini e delle donne incinte dei congiurati, in seguito alla morte del secondo marito Giacomo Feo. Anche l'anonimo autore del Corpus Chronicorum Bononiensium offre il medesimo giudizio: "E questa fu una femina crudilisima e piena de grandisimo animo perché feze morire molte persone che s'erano inpazate de la morte de suo marito".
Il condottiero Fracasso la dice "astuta", pronta a cambiare partito all'occasione, ma precisa che "per esser lei dona non sta senza paura dele cose sue".
Il futuro cardinale Bernardo Dovizi da Bibbiena, in una lettera in cui narra a Piero de' Medici lo "strano abboccamento" di Caterina col duca di Calabria Ferrandino d'Aragona (avvenuto il 23 settembre 1494), la descrisse "brutta" in viso, riportando in ciò il giudizio dello stesso Ferrandino.
Verso il 1502, a detta di un informatore di Isabella d'Este, Caterina era "grassa tanto che non ne potrei fare il paragone". La pinguedine era del resto assai comune all'interno della famiglia Sforza: lo stesso padre Galeazzo Maria, cui Caterina somigliava molto, non indossò la corazzina che forse lo avrebbe salvato dalla morte - cui invece andò incontro - "per non parer troppo grosso".
Nel pieno della giovinezza, Caterina era di statura sopra la media, formosa ma proporzionata e dotata di un seno prosperoso. Pallida di carnagione, aveva occhi grandi e sopracciglia alte e arcuate, che le conferivano uno sguardo penetrante, e fronte spaziosa. Aveva inoltre ereditato dal padre due tratti tipici della famiglia Sforza, il naso lungo e leggermente curvo e il mento robusto. Aveva i capelli biondi e ondulati, che solitamente portava raccolti. Era in generale giudicata una donna molto bella, anche perché rispecchiava da vicino i canoni dell'epoca, che imponevano, per le donne, pelle e capelli chiari con sopracciglia scure.

## Gli amori

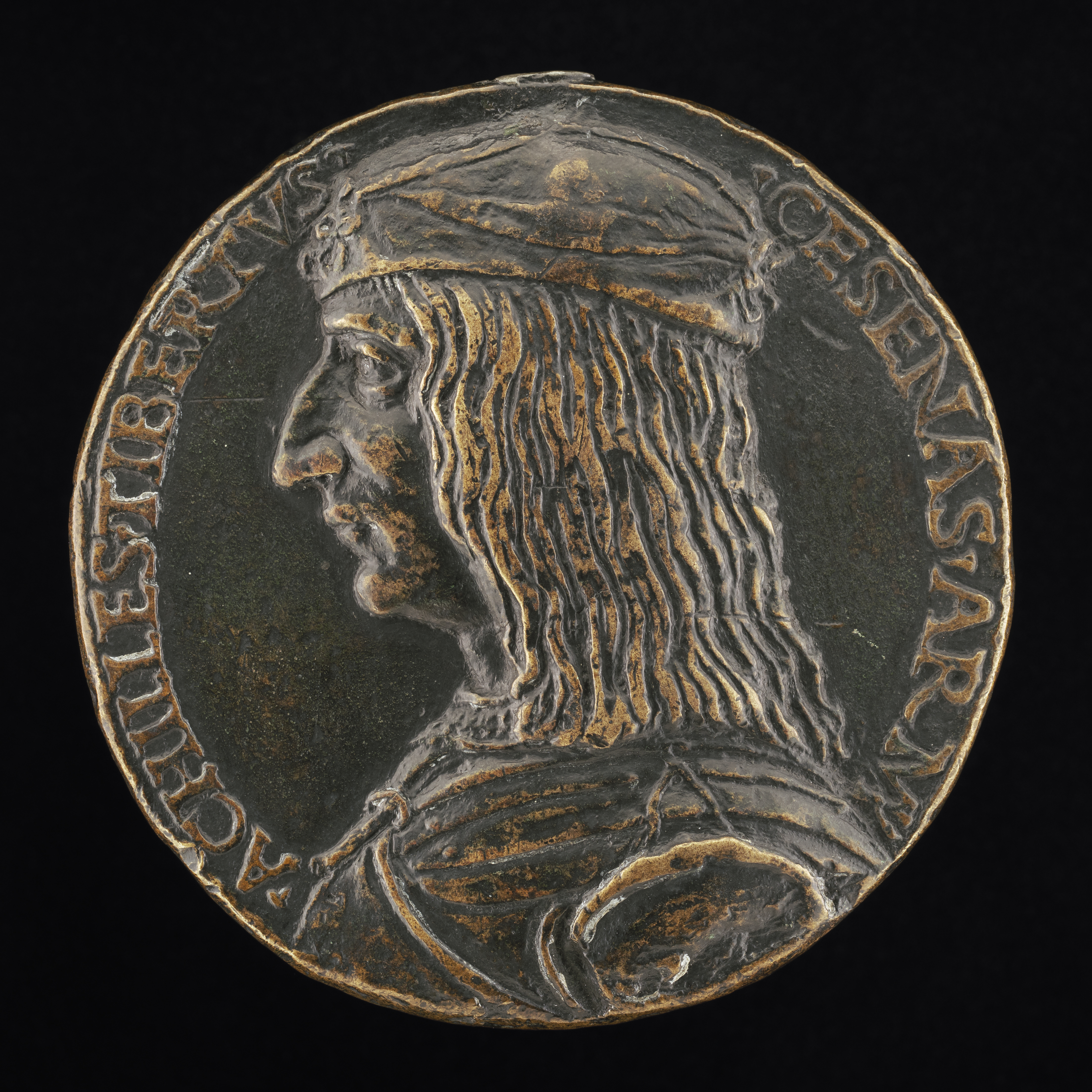
Medaglia di Achille Tiberti da Cesena

Caterina fu nota per aver avuto numerosi amanti, sebbene spesso sudditi o soldati di bassa estrazione sociale, rozzi o sconosciuti. "Senza amore non poteva vivere a lungo, ma [...] quando ne era colpita ne divampava tutta, talché l'amato diveniva capitano delle sue milizie, governatore delle sue città, arbitro della sua politica". Il caso più famoso fu quello di Giacomo Feo, il quale esercitò un'enorme influenza su di lei, e per la cui morte ella sentì un dolore acutissimo. Anche Giovanni de' Medici era detto "favorito" di Caterina, sebbene contraessero matrimonio. Altri meno noti furono i due fratelli Polidoro e Achille Tiberti da Cesena, Giovanni da Casale (un tempo favorito di suo zio Ludovico il Moro), Francesco Fortunati (piovano di Cascina, canonico e confessore), Ottaviano Manfredi (che Caterina aveva carissimo, e il cui assassinio vendicò con crudeltà) e Bartolomeo da Cremona detto Baccino (suo ultimo castellano di Ravaldino, cui Caterina lasciò anche un legato nel proprio testamento).
Il 21 novembre 1499, dichiarando esplicitamente di non aver nulla d'importante da raccontare, il cronista veneziano Marin Sanudo decise di fare un breve elenco di tutti gli amanti più noti di Caterina:
(I diarii di Marin Sanudo)
In particolare Giovanni da Casale, che si distingueva per la "superiorità della bellezza", è definito da Francesco Guicciardini "uomo di vilissima nazione, ma pervenuto a qualche grado onorato perché nel fiore dell'età era stato grato a Ludovico Sforza, e poi famoso per l'amore noto di quella Madonna [Caterina]". A lui Caterina diede piena libertà di manovra nelle vicende politiche forlivesi, inoltre le voci di una loro relazione sono presenti nella stragrande maggioranza delle fonti coeve e sostenute dal fatto che Caterina fu l'unica a non rimproverare al Casale la perdita della rocca di Forlì. Anzi durante l'assedio "la Contessa... deprecava solum per la salute de Joanne più che de la sua".
Benché secondo le voci dell'epoca tutti costoro fossero senza dubbio amanti di Caterina (lo stesso Giovanni da Casale dovette smentire e discolparsene), a parere del suo biografo, Pier Desiderio Pasolini, si trattò invece di amanti non riamati. Queste voci comunque destarono a tal punto la fantasia popolare che si arrivò a parlare di certi pozzi terminanti con rasoi affilati nei quali Caterina gettava i suoi avversari politici e i suoi vecchi amanti dopo averveli attirati con l'inganno.
Anche Galeazzo Sanseverino, che Caterina voleva per quarto marito, era considerato un bellissimo uomo, ed era infatti favorito (assai più che Giovanni da Casale) dello zio Ludovico. Noto è poi lo "strano abboccamento" col duca di Calabria Ferrandino d'Aragona che, essendo un giovane di bell'aspetto e conoscendo la passionalità della contessa, le si presentò tutto «attillato et alla napoletana pulitamente abbigliato», al fine di guadagnarsene l'alleanza politica. Sebbene la contessa non gli fosse poi piaciuta, a detta di un informatore «si strinsono [strinsero] le mani grattando» e vi furono «assai sfavillamenti di ochi et ristringnimenti di spalla». Non sembra tuttavia che si potesse consumare alcun rapporto carnale poiché l'allora amante della contessa, Giacomo Feo, se ne mostrò gelosissimo, infatti Caterina e Ferrandino stettero insieme per circa due ore, ma «videntibus omnibus [sotto gli occhi di tutti], ché il Pheo la vuole per sé».

## Il ricettario di bellezza
Occupatasi a lungo di erboristeria, medicina, cosmetica e alchimia, Caterina ci ha lasciato un libro: Experimenti della excellentissima signora Caterina da Forlì, composto da quattrocentosettantuno ricette che illustrano dei procedimenti per combattere le malattie e per conservare la bellezza del viso e del corpo. È il risultato dei numerosi "experimenti" chimici a cui Caterina si appassionò e che praticò per tutta la vita.
Con le sue formule singolari ed enigmatiche, il ricettario ci fornisce interessanti informazioni, oltre che sugli usi e costumi del tempo, anche sullo stato delle conoscenze scientifiche del XV secolo: in alcuni procedimenti sono intuite delle scoperte importanti, che verranno fatte solo molto tempo dopo, come ad esempio l'uso del cloroformio per addormentare il paziente.
Questo interesse per la cosmesi e l'alchimia proveniva da tradizioni antiche e dalla cultura orientale. Veniva tramandato dalle "officine" dei monasteri, dalle corti e dalle famiglie stesse, che custodivano e tramandavano di generazione in generazione i "segreti" per produrre rimedi contro le malattie.
Tutte le cronache del tempo ci informano che Caterina era una donna di straordinaria bellezza. Sicuramente per questo motivo gran parte del ricettario è costituito da ricette per preservare tale bellezza, secondo i canoni dell'epoca: per "fare la faccia bianchissima et bella et colorita", per "far crescere li capelli", per "far venure li capelli rizzi", per "far li capelli biondi de colore de oro" per "far le mani bianche et belle tanto che pareranno de avorio".

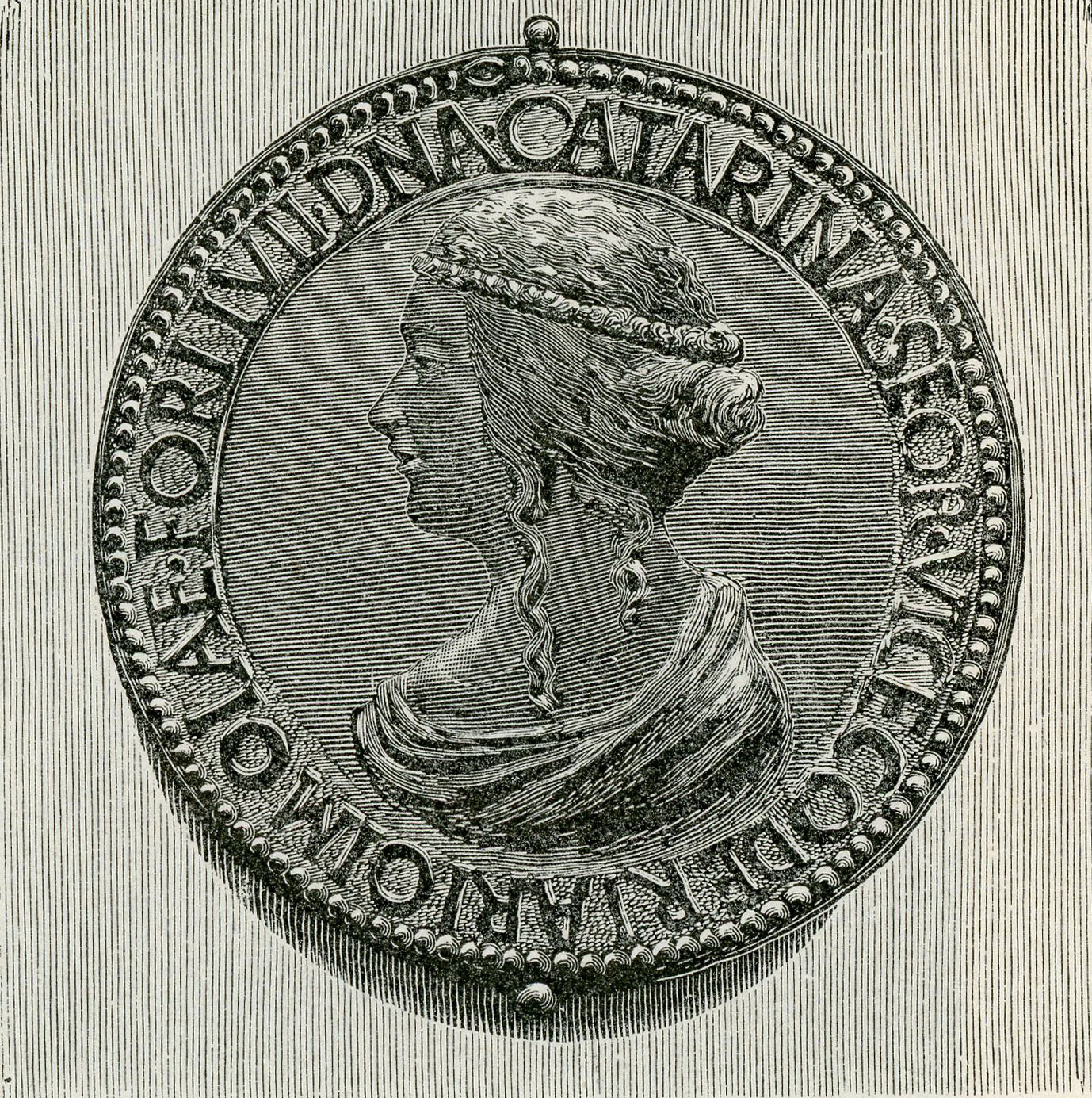
Medaglia di Caterina Riario Sforza, xilografia. Incisore anonimo

Caterina si dedicò ai suoi "experimenti" con costanza per tutta la vita. Ciò la rese veramente competente in questo campo, come dimostra l'enorme mole di corrispondenza che intrattenne con medici, scienziati, nobildonne e fattucchiere, al fine di avere uno scambio di "segreti" per la preparazione di belletti, lozioni, lisci, elixir e pomate. Il suo più importante consigliere in questo campo fu Lodovico Albertini, speziale forlivese, che le rimase affezionato e continuò a servirla anche quando lei non viveva più a Forlì.
Nel 1933, venne pubblicata una parte delle ricette di bellezza di Caterina, la cui prima edizione andò esaurita in pochissimo tempo.

## Nella cultura

### Ballate
I cronisti dell'epoca hanno lasciato numerose testimonianze sulla fama e sull'ammirazione che Caterina si guadagnò. A lei è dedicata una ballata del XVI secolo, attribuita a Marsilio Compagnon, che così comincia:
Ascolta questa sconsolata
Catherina da Forlivo
Ch'io ho gran guerra nel confino
Senza aiuto abbandonata
Io non veggo alcun signore
Che a cavallo monti armato
E poi mostri il suo vigore
Per difendere il mio stato
Tutto il mondo è spaventato
Quando senton criar Franza
E d'Italia la possanza
Par che sia profundata
'Scolta questa sconsolata
Catherina da Forlivo...

### Letteratura
- Caterina Sforza, dramma storico di Sem Benelli (1938)
- La Bastarda degli Sforza, di Carla Maria Russo (2015, Piemme)
- Il serpente e la rosa, di Lisa Laffi (2015, I Doni delle Muse)
- I giorni dell'amore e della guerra, di Carla Maria Russo (2016, Piemme)
- Io, Caterina di Francesca Riario Sforza (2016, Casa Editrice Nord s.u.r.l)

### Cinema
- Caterina Sforza, la leonessa di Romagna, regia di Giorgio Walter Chili (1959) con Virna Lisi
- Los Borgia, regia di Antonio Hernández - Film TV (2006) con Paz Vega
- Caterina Sforza, La leonessa delle Romagne - docufilm interattivo su Caterina Sforza, regia di Matteo Tondini.

### Televisione
- I Medici - Serie TV, (2018-2019), interpretata da Nicole Brugnoli e poi da Rose Williams.
- I Borgia - Serie TV, (2011-2013), interpretata da Gina McKee.
- I Borgia. Faith and Fear - Serie TV, (2011-2014), interpretata da Valentina Cervi.

### Videogiochi
- Assassin's Creed II (2009)
- Assassin's Creed: Brotherhood (2010)

### Giochi da tavolo
Alcuni studiosi ritengono che la forte personalità di Caterina possa aver determinato l'avanzamento della Regina degli scacchi a pezzo più potente della scacchiera, avvenuto proprio alla fine del XV secolo. Il suo nome è stato avanzato insieme a quelli di Beatrice d'Este e di Isabella di Castiglia.

### Aneddoti
Pier Desiderio Pasolini identificò in Caterina Sforza e Fracasso Sanseverino i protagonisti di un aneddoto riportato da Baldassarre Castiglione nel suo Cortegiano,. Un condottiero rifiutò l'invito di una "valorosa donna" ad unirsi alle danze e agli altri divertimenti, dicendo che la guerra era il suo unico mestiere e che non ne conosceva altri, onde la donna si divertì a motteggiarlo:
(Baldassarre Castiglione, Il libro del Cortegiano (1528))
In verità Marin Sanudo assicura che Fracasso sapeva ballare benissimo; è vero però che sdegnò sempre Caterina e mostrò di non apprezzare nulla di ciò che la donna fece in suo onore, almeno secondo le lamentele della stessa.

## Discendenza

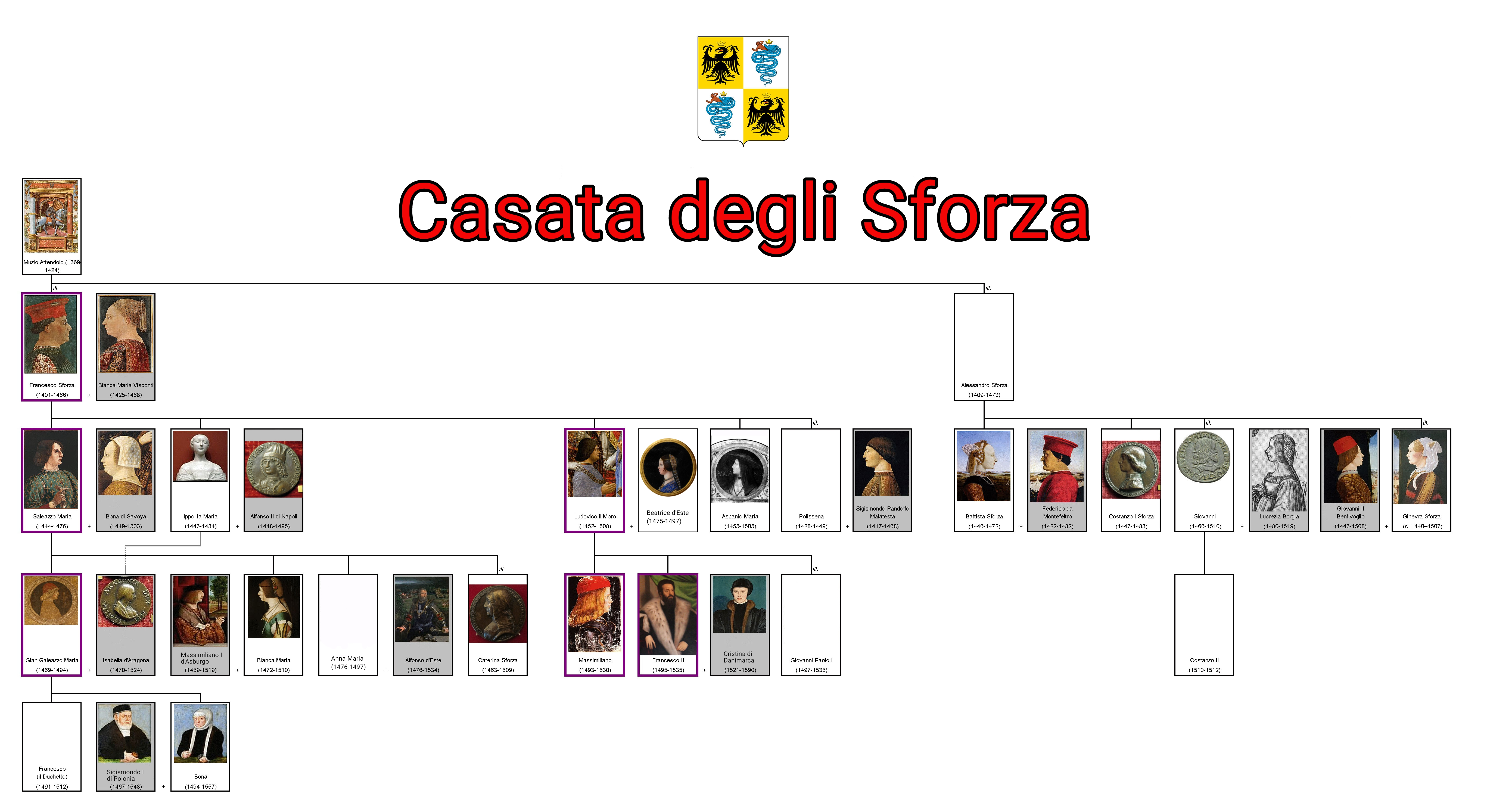
Albero genealogico degli Sforza

Dal matrimonio con Girolamo Riario nacquero sei figli:
- Bianca Riario (Roma, 1478 - 1524), sposò nel 1503 Troilo I de' Rossi, marchese di San Secondo Parmense;
- Ottaviano Riario (Forlì, 1479 - 1523), fu condottiero e vescovo di Viterbo;
- Cesare Riario (Roma, 1480 - 1540), fu arcivescovo di Pisa;
- Giovanni Livio Riario (Forlì, 30 ottobre 1484 - 1496);
- Galeazzo Maria Riario (Forlì, 18 dicembre 1485 - 1557), sposò nel 1504 Maria della Rovere;
- Francesco Riario, detto Sforzino (Imola, 17 agosto 1487 – 1546), fu vescovo di Lucca dal 13 novembre 1517 alla morte.

Dal matrimonio con Giacomo Feo nacque un figlio:
- Bernardino Carlo Feo (aprile 1489 - 1509, sepolto nella Basilica di San Lorenzo), maestro di casa del nipote Cosimo I de' Medici, Granduca di Toscana. La sua unica figlia, Caterina Feo, sposò Matteo di Francesco Pitti di Firenze, dal quale nacque Costanza Pitti.

Dal matrimonio con Giovanni de' Medici detto il Popolano nacque un figlio:
- Ludovico de' Medici (Forlì, 1498 - 1526), ribattezzato Giovanni dopo la morte prematura del padre, fu un grande condottiero conosciuto in seguito con il nome di Giovanni dalle Bande Nere. Fu padre di Cosimo I de' Medici, il primo granduca di Toscana, da cui discese la regina di Francia Maria de' Medici, madre di Luigi XIII e nonna di Luigi XIV, il Re Sole, quindi tutti i re di Francia Borboni fino all'ultimo monarca Luigi Filippo ebbero una discendenza matrilineare da Caterina Sforza, tramite Giovanni dalle Bande Nere.

## Ascendenza
|                       |     |                        | Genitori               |  |  | Nonni |  |  | Bisnonni          |  |  | Trisnonni          |  |
|                       |     |                        |                        |  |  |       |  |  | Giacomo Attendolo |  |  | Giovanni Attendolo |  |
|                       |     |                        |                        |  |  |       |  |  | Giacomo Attendolo |  |  | Giovanni Attendolo |  |
|                       |     | Elisa Petraccini       |                        |  |  |       |  |  | Giacomo Attendolo |  |  |                    |  |
| Francesco Sforza      |     |                        |                        |  |  |       |  |  | Giacomo Attendolo |  |  |                    |  |
|                       |     | Lucia Terzani          | …                      |  |  |       |  |  |                   |  |  |                    |  |
|                       |     | Lucia Terzani          | …                      |  |  |       |  |  |                   |  |  |                    |  |
|                       |     | Lucia Terzani          | …                      |  |  |       |  |  |                   |  |  |                    |  |
| Galeazzo Maria Sforza |     | Lucia Terzani          |                        |  |  |       |  |  |                   |  |  |                    |  |
|                       |     | Filippo Maria Visconti | Gian Galeazzo Visconti |  |  |       |  |  |                   |  |  |                    |  |
|                       |     | Filippo Maria Visconti | Gian Galeazzo Visconti |  |  |       |  |  |                   |  |  |                    |  |
|                       |     | Filippo Maria Visconti | Caterina Visconti      |  |  |       |  |  |                   |  |  |                    |  |
| Bianca Maria Visconti |     | Filippo Maria Visconti |                        |  |  |       |  |  |                   |  |  |                    |  |
|                       |     | Agnese del Maino       | Ambrogio del Maino     |  |  |       |  |  |                   |  |  |                    |  |
|                       |     | Agnese del Maino       | Ambrogio del Maino     |  |  |       |  |  |                   |  |  |                    |  |
|                       |     | Agnese del Maino       | …                      |  |  |       |  |  |                   |  |  |                    |  |
| Caterina Sforza       |     | Agnese del Maino       |                        |  |  |       |  |  |                   |  |  |                    |  |
|                       | ... | …                      |                        |  |  |       |  |  |                   |  |  |                    |  |
|                       | ... | …                      |                        |  |  |       |  |  |                   |  |  |                    |  |
|                       | ... | …                      |                        |  |  |       |  |  |                   |  |  |                    |  |
| ...                   | ... |                        |                        |  |  |       |  |  |                   |  |  |                    |  |
|                       |     | ...                    | …                      |  |  |       |  |  |                   |  |  |                    |  |
|                       |     | ...                    | …                      |  |  |       |  |  |                   |  |  |                    |  |
|                       |     | ...                    | …                      |  |  |       |  |  |                   |  |  |                    |  |
| Lucrezia Landriani    |     | ...                    |                        |  |  |       |  |  |                   |  |  |                    |  |
|                       |     | ...                    | …                      |  |  |       |  |  |                   |  |  |                    |  |
|                       |     | ...                    | …                      |  |  |       |  |  |                   |  |  |                    |  |
|                       |     | ...                    | …                      |  |  |       |  |  |                   |  |  |                    |  |
| ...                   |     | ...                    |                        |  |  |       |  |  |                   |  |  |                    |  |
|                       |     | ...                    | …                      |  |  |       |  |  |                   |  |  |                    |  |
|                       |     | ...                    | …                      |  |  |       |  |  |                   |  |  |                    |  |
|                       |     | ...                    | …                      |  |  |       |  |  |                   |  |  |                    |  |
|                       |     | ...                    |                        |  |  |       |  |  |                   |  |  |                    |  |